# Lista över fornlämningar i Strömstads kommun (Skee, övriga)
Lista över fornlämningar i Strömstads kommun (Skee, övriga) är en förteckning av ett urval av de fornlämningar av annan typ än stensättning som finns i Skee i Strömstads kommun.
| Namn                                   | Lämningstyp                 | Tillkomsttid | Historisk indelning | Plats | Läge                 | ID-nr          | Bild                                      |
| -------------------------------------- | --------------------------- | ------------ | ------------------- | ----- | -------------------- | -------------- | ----------------------------------------- |
| Skee 1:1                               | Röse                        |              | Skee, Bohuslän      |       | 58.991185, 11.166862 | 10159500010001 | Ladda upp en bild av detta fornminne      |
| Skee 2:1                               | Hög                         |              | Skee, Bohuslän      |       | 58.988916, 11.180604 | 10159500020001 | Ladda upp en bild av detta fornminne      |
| Skee 6:1                               | Röse                        |              | Skee, Bohuslän      |       | 59.005286, 11.224135 | 10159500060001 | Ladda upp en bild av detta fornminne      |
| Skee 7:1                               | Röse                        |              | Skee, Bohuslän      |       | 59.001930, 11.220508 | 10159500070001 | Ladda upp en bild av detta fornminne      |
| Skee 9:1                               | Röse                        |              | Skee, Bohuslän      |       | 58.986212, 11.207544 | 10159500090001 | Ladda upp en bild av detta fornminne      |
| Skee 11:1                              | Gravfält                    |              | Skee, Bohuslän      |       | 58.981342, 11.184641 | 10159500110001 | Ladda upp en bild av detta fornminne      |
| Skee 12:1                              | Röse                        |              | Skee, Bohuslän      |       | 58.979072, 11.178925 | 10159500120001 | Ladda upp en bild av detta fornminne      |
| Skee 14:1                              | Hög                         |              | Skee, Bohuslän      |       | 58.973852, 11.229487 | 10159500140001 | Ladda upp en bild av detta fornminne      |
| Skee 15:1                              | Röse                        |              | Skee, Bohuslän      |       | 58.965316, 11.104452 | 10159500150001 | Ladda upp en bild av detta fornminne      |
| Skee 16:1                              | Röse                        |              | Skee, Bohuslän      |       | 58.940170, 11.106376 | 10159500160001 | Ladda upp en bild av detta fornminne      |
| Skee 17:1                              | Röse                        |              | Skee, Bohuslän      |       | 58.946143, 11.114419 | 10159500170001 | Ladda upp en bild av detta fornminne      |
| Skee 17:2                              | Röse                        |              | Skee, Bohuslän      |       | 58.946446, 11.114530 | 10159500170002 | Ladda upp en bild av detta fornminne      |
| Skee 19:1                              | Röse                        |              | Skee, Bohuslän      |       | 58.940154, 11.126045 | 10159500190001 | Ladda upp en bild av detta fornminne      |
| Skee 21:1                              | Röse                        |              | Skee, Bohuslän      |       | 58.966363, 11.120981 | 10159500210001 | Ladda upp en bild av detta fornminne      |
| Skee 22:1                              | Röse                        |              | Skee, Bohuslän      |       | 58.966312, 11.127321 | 10159500220001 | Ladda upp en bild av detta fornminne      |
| Skee 22:3                              | Hällristning                |              | Skee, Bohuslän      |       | 58.966205, 11.127366 | 10159500220003 | Ladda upp en bild av detta fornminne      |
| Skee 23:1                              | Röse                        |              | Skee, Bohuslän      |       | 58.963382, 11.127909 | 10159500230001 | Ladda upp en bild av detta fornminne      |
| Skee 23:2                              | Hällristning                |              | Skee, Bohuslän      |       | 58.963385, 11.127697 | 10159500230002 | Ladda upp en bild av detta fornminne      |
| Skee 24:1                              | Röse                        |              | Skee, Bohuslän      |       | 58.959588, 11.123373 | 10159500240001 | Ladda upp en bild av detta fornminne      |
| Skee 24:2                              | Röse                        |              | Skee, Bohuslän      |       | 58.959645, 11.123175 | 10159500240002 | Ladda upp en bild av detta fornminne      |
| Skee 29:1                              | Röse                        |              | Skee, Bohuslän      |       | 58.956268, 11.123535 | 10159500290001 | Ladda upp en bild av detta fornminne      |
| Skee 30:1                              | Röse                        |              | Skee, Bohuslän      |       | 58.953223, 11.136103 | 10159500300001 | Ladda upp en bild av detta fornminne      |
| Skee 32:1                              | Röse                        |              | Skee, Bohuslän      |       | 58.947161, 11.148795 | 10159500320001 | Ladda upp en bild av detta fornminne      |
| Skee 34:1                              | Röse                        |              | Skee, Bohuslän      |       | 58.939448, 11.152518 | 10159500340001 | Ladda upp en bild av detta fornminne      |
| Skee 35:1                              | Röse                        |              | Skee, Bohuslän      |       | 58.935954, 11.146307 | 10159500350001 | Ladda upp en bild av detta fornminne      |
| Skee 46:1                              | Gravfält                    |              | Skee, Bohuslän      |       | 58.961411, 11.215612 | 10159500460001 | Ladda upp en bild av detta fornminne      |
| Skee 51:1                              | Röse                        |              | Skee, Bohuslän      |       | 58.921842, 11.176831 | 10159500510001 | Ladda upp en bild av detta fornminne      |
| Skee 52:1                              | Röse                        |              | Skee, Bohuslän      |       | 58.921379, 11.175843 | 10159500520001 | Ladda upp en bild av detta fornminne      |
| Skee 55:1                              | Röse                        |              | Skee, Bohuslän      |       | 58.919961, 11.247722 | 10159500550001 | Ladda upp en bild av detta fornminne      |
| Skee 56:1                              | Röse                        |              | Skee, Bohuslän      |       | 58.916296, 11.250733 | 10159500560001 | Ladda upp en bild av detta fornminne      |
| Skee 57:1                              | Hög                         |              | Skee, Bohuslän      |       | 58.915759, 11.249249 | 10159500570001 | Ladda upp en bild av detta fornminne      |
| Skee 61:1                              | Röse                        |              | Skee, Bohuslän      |       | 58.901925, 11.198644 | 10159500610001 | Ladda upp en bild av detta fornminne      |
| Skee 62:1                              | Röse                        |              | Skee, Bohuslän      |       | 58.898816, 11.196746 | 10159500620001 | Ladda upp en bild av detta fornminne      |
| Skee 63:1                              | Röse                        |              | Skee, Bohuslän      |       | 58.900295, 11.204176 | 10159500630001 | Ladda upp en bild av detta fornminne      |
| Skee 68:1                              | Stenkammargrav              |              | Skee, Bohuslän      |       | 58.907126, 11.213231 | 10159500680001 | Ladda upp en bild av detta fornminne      |
| Skee 69:2                              | Röse                        |              | Skee, Bohuslän      |       | 58.903034, 11.227333 | 10159500690002 | Ladda upp en bild av detta fornminne      |
| Skee 72:1                              | Röse                        |              | Skee, Bohuslän      |       | 58.908180, 11.233276 | 10159500720001 | Ladda upp en bild av detta fornminne      |
| Skee 75:1                              | Hög                         |              | Skee, Bohuslän      |       | 58.901693, 11.228651 | 10159500750001 | Ladda upp en bild av detta fornminne      |
| Skee 76:1                              | Röse                        |              | Skee, Bohuslän      |       | 58.899152, 11.236160 | 10159500760001 | Ladda upp en bild av detta fornminne      |
| Skee 78:1                              | Röse                        |              | Skee, Bohuslän      |       | 58.899740, 11.241974 | 10159500780001 | Ladda upp en bild av detta fornminne      |
| Skee 83:1                              | Röse                        |              | Skee, Bohuslän      |       | 58.896088, 11.211326 | 10159500830001 | Ladda upp en bild av detta fornminne      |
| Skee 83:2                              | Röse                        |              | Skee, Bohuslän      |       | 58.896009, 11.210555 | 10159500830002 | Ladda upp en bild av detta fornminne      |
| Skee 85:1                              | Röse                        |              | Skee, Bohuslän      |       | 58.890144, 11.204841 | 10159500850001 | Ladda upp en bild av detta fornminne      |
| Skee 86:1                              | Röse                        |              | Skee, Bohuslän      |       | 58.886610, 11.195225 | 10159500860001 | Ladda upp en bild av detta fornminne      |
| Skee 87:1                              | Röse                        |              | Skee, Bohuslän      |       | 58.883118, 11.191295 | 10159500870001 | Ladda upp en bild av detta fornminne      |
| Skee 90:1                              | Röse                        |              | Skee, Bohuslän      |       | 58.896283, 11.274418 | 10159500900001 | Ladda upp en bild av detta fornminne      |
| Skee 93:1                              | Röse                        |              | Skee, Bohuslän      |       | 58.889384, 11.273704 | 10159500930001 | Ladda upp en bild av detta fornminne      |
| Skee 94:1                              | Röse                        |              | Skee, Bohuslän      |       | 58.889077, 11.284516 | 10159500940001 | Ladda upp en bild av detta fornminne      |
| Skee 101:1                             | Röse                        |              | Skee, Bohuslän      |       | 58.884123, 11.278247 | 10159501010001 | Ladda upp en bild av detta fornminne      |
| Skee 103:1                             | Röse                        |              | Skee, Bohuslän      |       | 58.871503, 11.250957 | 10159501030001 | Ladda upp en bild av detta fornminne      |
| Skee 105:1                             | Gravfält                    |              | Skee, Bohuslän      |       | 58.875300, 11.260297 | 10159501050001 | Ladda upp en bild av detta fornminne      |
| Skee 106:1                             | Röse                        |              | Skee, Bohuslän      |       | 58.878994, 11.285311 | 10159501060001 | Ladda upp en bild av detta fornminne      |
| Skee 108:1                             | Röse                        |              | Skee, Bohuslän      |       | 58.874823, 11.279052 | 10159501080001 | Ladda upp en bild av detta fornminne      |
| Skee 108:3                             | Röse                        |              | Skee, Bohuslän      |       | 58.874495, 11.278363 | 10159501080003 | Ladda upp en bild av detta fornminne      |
| Skee 109:1                             | Röse                        |              | Skee, Bohuslän      |       | 58.874245, 11.280337 | 10159501090001 | Ladda upp en bild av detta fornminne      |
| Skee 111:1                             | Röse                        |              | Skee, Bohuslän      |       | 58.874833, 11.274678 | 10159501110001 | Ladda upp en bild av detta fornminne      |
| Skee 112:1                             | Röse                        |              | Skee, Bohuslän      |       | 58.870075, 11.256902 | 10159501120001 | Ladda upp en bild av detta fornminne      |
| Skee 115:1                             | Röse                        |              | Skee, Bohuslän      |       | 58.867802, 11.263253 | 10159501150001 | Ladda upp en bild av detta fornminne      |
| Skee 117:1                             | Röse                        |              | Skee, Bohuslän      |       | 58.866317, 11.250666 | 10159501170001 | Ladda upp en bild av detta fornminne      |
| Skee 118:1                             | Röse                        |              | Skee, Bohuslän      |       | 58.865623, 11.252261 | 10159501180001 | Ladda upp en bild av detta fornminne      |
| Skee 119:1                             | Röse                        |              | Skee, Bohuslän      |       | 58.858420, 11.244941 | 10159501190001 | Ladda upp en bild av detta fornminne      |
| Skee 121:1                             | Hög                         |              | Skee, Bohuslän      |       | 58.966323, 11.247204 | 10159501210001 | Ladda upp en bild av detta fornminne      |
| Skee 121:2                             | Hög                         |              | Skee, Bohuslän      |       | 58.966682, 11.247839 | 10159501210002 | Ladda upp en bild av detta fornminne      |
| Skee 122:1                             | Hög                         |              | Skee, Bohuslän      |       | 58.965568, 11.247882 | 10159501220001 | Ladda upp en bild av detta fornminne      |
| Skee 122:2                             | Hög                         |              | Skee, Bohuslän      |       | 58.965434, 11.247619 | 10159501220002 | Ladda upp en bild av detta fornminne      |
| Skee 122:3                             | Hög                         |              | Skee, Bohuslän      |       | 58.965352, 11.247298 | 10159501220003 | Ladda upp en bild av detta fornminne      |
| Skee 123:1                             | Gravfält                    |              | Skee, Bohuslän      |       | 58.965663, 11.250312 | 10159501230001 | Ladda upp en bild av detta fornminne      |
| Skee 124:1                             | Röse                        |              | Skee, Bohuslän      |       | 58.960895, 11.251746 | 10159501240001 | Ladda upp en bild av detta fornminne      |
| Skee 125:1                             | Gravfält                    |              | Skee, Bohuslän      |       | 58.960868, 11.254703 | 10159501250001 | Ladda upp en bild av detta fornminne      |
| Skee 127:1                             | Hög                         |              | Skee, Bohuslän      |       | 58.955232, 11.259689 | 10159501270001 | Ladda upp en bild av detta fornminne      |
| Skee 129:1                             | Stenkrets                   |              | Skee, Bohuslän      |       | 58.952188, 11.271810 | 10159501290001 | Ladda upp en bild av detta fornminne      |
| Skee 144:3                             | Hög                         |              | Skee, Bohuslän      |       | 58.964220, 11.319085 | 10159501440003 | Ladda upp en bild av detta fornminne      |
| Skee 145:1                             | Hög                         |              | Skee, Bohuslän      |       | 58.962225, 11.318304 | 10159501450001 | Ladda upp en bild av detta fornminne      |
| Skee 146:1                             | Gravfält                    |              | Skee, Bohuslän      |       | 58.960625, 11.316451 | 10159501460001 | Ladda upp en bild av detta fornminne      |
| Skee 147:1                             | Stenkammargrav              |              | Skee, Bohuslän      |       | 58.960015, 11.317641 | 10159501470001 | Ladda upp en till bild av detta fornminne |
| Skee 147:2                             | Hällristning                |              | Skee, Bohuslän      |       | 58.960035, 11.317613 | 10159501470002 | Ladda upp en bild av detta fornminne      |
| Skee 149:1                             | Gravfält                    |              | Skee, Bohuslän      |       | 58.956232, 11.311381 | 10159501490001 | Ladda upp en bild av detta fornminne      |
| Skee 151:1                             | Gravfält                    |              | Skee, Bohuslän      |       | 58.957643, 11.315704 | 10159501510001 | Ladda upp en bild av detta fornminne      |
| Skee 153:1                             | Grav- och boplatsområde     |              | Skee, Bohuslän      |       | 58.949499, 11.280753 | 10159501530001 | Ladda upp en bild av detta fornminne      |
| Skee 154:1                             | Hög                         |              | Skee, Bohuslän      |       | 58.949675, 11.283973 | 10159501540001 | Ladda upp en bild av detta fornminne      |
| Skee 155:1                             | Röse                        |              | Skee, Bohuslän      |       | 58.952828, 11.314759 | 10159501550001 | Ladda upp en bild av detta fornminne      |
| Skee 157:1                             | Hög                         |              | Skee, Bohuslän      |       | 58.948255, 11.302822 | 10159501570001 | Ladda upp en bild av detta fornminne      |
| Skee 159:1                             | Röse                        |              | Skee, Bohuslän      |       | 58.946898, 11.315803 | 10159501590001 | Ladda upp en bild av detta fornminne      |
| Skee 160:1                             | Röse                        |              | Skee, Bohuslän      |       | 58.949259, 11.318907 | 10159501600001 | Ladda upp en bild av detta fornminne      |
| Skee 161:1                             | Röse                        |              | Skee, Bohuslän      |       | 58.944235, 11.259023 | 10159501610001 | Ladda upp en bild av detta fornminne      |
| Skee 162:1                             | Röse                        |              | Skee, Bohuslän      |       | 58.946556, 11.274981 | 10159501620001 | Ladda upp en bild av detta fornminne      |
| Skee 162:2                             | Röse                        |              | Skee, Bohuslän      |       | 58.946330, 11.274963 | 10159501620002 | Ladda upp en bild av detta fornminne      |
| Skee 164:1                             | Grav markerad av sten/block |              | Skee, Bohuslän      |       | 58.945569, 11.280823 | 10159501640001 | Ladda upp en bild av detta fornminne      |
| Skee 167:1                             | Gravfält                    |              | Skee, Bohuslän      |       | 58.937878, 11.279970 | 10159501670001 | Ladda upp en bild av detta fornminne      |
| Skee 169:1                             | Röse                        |              | Skee, Bohuslän      |       | 58.930582, 11.259778 | 10159501690001 | Ladda upp en bild av detta fornminne      |
| Skee 171:1                             | Gravfält                    |              | Skee, Bohuslän      |       | 58.937785, 11.288672 | 10159501710001 | Ladda upp en till bild av detta fornminne |
| Skee 173:1                             | Stenkammargrav              |              | Skee, Bohuslän      |       | 58.936003, 11.293492 | 10159501730001 | Ladda upp en till bild av detta fornminne |
| Skee 175:1                             | Hög                         |              | Skee, Bohuslän      |       | 58.932353, 11.292673 | 10159501750001 | Ladda upp en bild av detta fornminne      |
| Skee 176:1                             | Hög                         |              | Skee, Bohuslän      |       | 58.933945, 11.305151 | 10159501760001 | Ladda upp en bild av detta fornminne      |
| Skee 176:2                             | Hög                         |              | Skee, Bohuslän      |       | 58.933879, 11.305350 | 10159501760002 | Ladda upp en bild av detta fornminne      |
| Skee 177:1                             | Gravfält                    |              | Skee, Bohuslän      |       | 58.938967, 11.318557 | 10159501770001 | Ladda upp en bild av detta fornminne      |
| Solberg (Skee 178:1)                   | Hög                         |              | Skee, Bohuslän      |       | 58.938341, 11.322477 | 10159501780001 | Ladda upp en bild av detta fornminne      |
| Skee 182:1                             | Gravfält                    |              | Skee, Bohuslän      |       | 58.923016, 11.287039 | 10159501820001 | Ladda upp en bild av detta fornminne      |
| Skee 184:1                             | Hög                         |              | Skee, Bohuslän      |       | 58.925233, 11.294177 | 10159501840001 | Ladda upp en bild av detta fornminne      |
| Skee 185:1                             | Stenkrets                   |              | Skee, Bohuslän      |       | 58.931073, 11.303927 | 10159501850001 | Ladda upp en bild av detta fornminne      |
| Dårskilds högar (Skee 187:1)           | Gravfält                    |              | Skee, Bohuslän      |       | 58.928470, 11.316430 | 10159501870001 | Ladda upp en till bild av detta fornminne |
| Skee 189:1                             | Röse                        |              | Skee, Bohuslän      |       | 58.931358, 11.317731 | 10159501890001 | Ladda upp en bild av detta fornminne      |
| Skee 192:1                             | Hög                         |              | Skee, Bohuslän      |       | 58.932013, 11.320285 | 10159501920001 | Ladda upp en bild av detta fornminne      |
| Skee 192:3                             | Hög                         |              | Skee, Bohuslän      |       | 58.931881, 11.320092 | 10159501920003 | Ladda upp en bild av detta fornminne      |
| Skee 194:1                             | Röse                        |              | Skee, Bohuslän      |       | 58.936877, 11.335089 | 10159501940001 | Ladda upp en bild av detta fornminne      |
| Skee 198:1                             | Röse                        |              | Skee, Bohuslän      |       | 58.931987, 11.332068 | 10159501980001 | Ladda upp en bild av detta fornminne      |
| Skee 199:1                             | Röse                        |              | Skee, Bohuslän      |       | 58.932966, 11.337441 | 10159501990001 | Ladda upp en bild av detta fornminne      |
| Skee 200:1                             | Röse                        |              | Skee, Bohuslän      |       | 58.933260, 11.338696 | 10159502000001 | Ladda upp en bild av detta fornminne      |
| Skee 200:2                             | Röse                        |              | Skee, Bohuslän      |       | 58.933438, 11.338644 | 10159502000002 | Ladda upp en bild av detta fornminne      |
| Skee 202:1                             | Röse                        |              | Skee, Bohuslän      |       | 58.930361, 11.333116 | 10159502020001 | Ladda upp en bild av detta fornminne      |
| Skee 208:1                             | Röse                        |              | Skee, Bohuslän      |       | 58.917452, 11.268994 | 10159502080001 | Ladda upp en bild av detta fornminne      |
| Skee 209:1                             | Hög                         |              | Skee, Bohuslän      |       | 58.916101, 11.270296 | 10159502090001 | Ladda upp en bild av detta fornminne      |
| Skee 209:3                             | Hög                         |              | Skee, Bohuslän      |       | 58.916243, 11.270012 | 10159502090003 | Ladda upp en bild av detta fornminne      |
| Skee 209:4                             | Hög                         |              | Skee, Bohuslän      |       | 58.916325, 11.270261 | 10159502090004 | Ladda upp en bild av detta fornminne      |
| Skee 210:1                             | Hög                         |              | Skee, Bohuslän      |       | 58.916848, 11.273234 | 10159502100001 | Ladda upp en bild av detta fornminne      |
| Skee 211:1                             | Gravfält                    |              | Skee, Bohuslän      |       | 58.914298, 11.282752 | 10159502110001 | Ladda upp en bild av detta fornminne      |
| Skee 215:1                             | Gravfält                    |              | Skee, Bohuslän      |       | 58.917399, 11.295679 | 10159502150001 | Ladda upp en bild av detta fornminne      |
| Skee 217:1                             | Röse                        |              | Skee, Bohuslän      |       | 58.922373, 11.307769 | 10159502170001 | Ladda upp en bild av detta fornminne      |
| Skee 218:1                             | Röse                        |              | Skee, Bohuslän      |       | 58.920103, 11.306803 | 10159502180001 | Ladda upp en bild av detta fornminne      |
| Skee 219:1                             | Gravfält                    |              | Skee, Bohuslän      |       | 58.917896, 11.301016 | 10159502190001 | Ladda upp en bild av detta fornminne      |
| Skee 220:1                             | Röse                        |              | Skee, Bohuslän      |       | 58.923479, 11.310591 | 10159502200001 | Ladda upp en bild av detta fornminne      |
| Skee 223:1                             | Röse                        |              | Skee, Bohuslän      |       | 58.925841, 11.323027 | 10159502230001 | Ladda upp en bild av detta fornminne      |
| Skee 223:2                             | Hög                         |              | Skee, Bohuslän      |       | 58.925855, 11.322609 | 10159502230002 | Ladda upp en bild av detta fornminne      |
| Skee 223:3                             | Hög                         |              | Skee, Bohuslän      |       | 58.926337, 11.323073 | 10159502230003 | Ladda upp en bild av detta fornminne      |
| Skee 223:5                             | Hög                         |              | Skee, Bohuslän      |       | 58.926632, 11.321874 | 10159502230005 | Ladda upp en bild av detta fornminne      |
| Skee 225:1                             | Hög                         |              | Skee, Bohuslän      |       | 58.924699, 11.331012 | 10159502250001 | Ladda upp en bild av detta fornminne      |
| Skee 225:2                             | Stenkrets                   |              | Skee, Bohuslän      |       | 58.924475, 11.330483 | 10159502250002 | Ladda upp en bild av detta fornminne      |
| Skee 226:1                             | Röse                        |              | Skee, Bohuslän      |       | 58.922727, 11.340067 | 10159502260001 | Ladda upp en bild av detta fornminne      |
| Skee 227:1                             | Röse                        |              | Skee, Bohuslän      |       | 58.922187, 11.341774 | 10159502270001 | Ladda upp en bild av detta fornminne      |
| Skee 228:1                             | Hög                         |              | Skee, Bohuslän      |       | 58.920936, 11.338972 | 10159502280001 | Ladda upp en bild av detta fornminne      |
| Skee 228:2                             | Hög                         |              | Skee, Bohuslän      |       | 58.921027, 11.338590 | 10159502280002 | Ladda upp en bild av detta fornminne      |
| Skee 229:1                             | Röse                        |              | Skee, Bohuslän      |       | 58.917417, 11.308006 | 10159502290001 | Ladda upp en bild av detta fornminne      |
| Skee 231:2                             | Röse                        |              | Skee, Bohuslän      |       | 58.916104, 11.314552 | 10159502310002 | Ladda upp en bild av detta fornminne      |
| Skee 234:1                             | Hög                         |              | Skee, Bohuslän      |       | 58.914811, 11.305518 | 10159502340001 | Ladda upp en bild av detta fornminne      |
| Skee 240:1                             | Röse                        |              | Skee, Bohuslän      |       | 58.910047, 11.308425 | 10159502400001 | Ladda upp en bild av detta fornminne      |
| Skee 241:1                             | Röse                        |              | Skee, Bohuslän      |       | 58.908976, 11.308968 | 10159502410001 | Ladda upp en bild av detta fornminne      |
| Skee 242:1                             | Röse                        |              | Skee, Bohuslän      |       | 58.908398, 11.317612 | 10159502420001 | Ladda upp en bild av detta fornminne      |
| Skee 243:1                             | Röse                        |              | Skee, Bohuslän      |       | 58.909240, 11.316732 | 10159502430001 | Ladda upp en bild av detta fornminne      |
| Skee 243:2                             | Röse                        |              | Skee, Bohuslän      |       | 58.909137, 11.316900 | 10159502430002 | Ladda upp en bild av detta fornminne      |
| Skee 246:1                             | Röse                        |              | Skee, Bohuslän      |       | 58.903095, 11.305405 | 10159502460001 | Ladda upp en bild av detta fornminne      |
| Skee 247:1                             | Röse                        |              | Skee, Bohuslän      |       | 58.900739, 11.308818 | 10159502470001 | Ladda upp en bild av detta fornminne      |
| Skee 251:1                             | Röse                        |              | Skee, Bohuslän      |       | 58.907252, 11.328963 | 10159502510001 | Ladda upp en bild av detta fornminne      |
| Skee 252:1                             | Röse                        |              | Skee, Bohuslän      |       | 58.901934, 11.329599 | 10159502520001 | Ladda upp en bild av detta fornminne      |
| Skee 254:1                             | Hög                         |              | Skee, Bohuslän      |       | 58.915802, 11.336033 | 10159502540001 | Ladda upp en bild av detta fornminne      |
| Skee 254:2                             | Stenkrets                   |              | Skee, Bohuslän      |       | 58.915714, 11.335540 | 10159502540002 | Ladda upp en bild av detta fornminne      |
| Skee 255:1                             | Gravfält                    |              | Skee, Bohuslän      |       | 58.915008, 11.343753 | 10159502550001 | Ladda upp en bild av detta fornminne      |
| Skee 256:1                             | Hög                         |              | Skee, Bohuslän      |       | 58.914528, 11.335558 | 10159502560001 | Ladda upp en bild av detta fornminne      |
| Skee 256:2                             | Hög                         |              | Skee, Bohuslän      |       | 58.914512, 11.335056 | 10159502560002 | Ladda upp en bild av detta fornminne      |
| Skee 261:1                             | Röse                        |              | Skee, Bohuslän      |       | 58.906857, 11.338991 | 10159502610001 | Ladda upp en bild av detta fornminne      |
| Skee 262:1                             | Hög                         |              | Skee, Bohuslän      |       | 58.906064, 11.342660 | 10159502620001 | Ladda upp en bild av detta fornminne      |
| Skee 263:1                             | Hög                         |              | Skee, Bohuslän      |       | 58.906387, 11.346633 | 10159502630001 | Ladda upp en bild av detta fornminne      |
| Skee 263:2                             | Hög                         |              | Skee, Bohuslän      |       | 58.906483, 11.347125 | 10159502630002 | Ladda upp en bild av detta fornminne      |
| Danmarkshögen (Skee 267:1)             | Hög                         |              | Skee, Bohuslän      |       | 58.918137, 11.357930 | 10159502670001 | Ladda upp en bild av detta fornminne      |
| Skee 269:2                             | Hög                         |              | Skee, Bohuslän      |       | 58.914830, 11.361829 | 10159502690002 | Ladda upp en bild av detta fornminne      |
| Skee 270:1                             | Gravfält                    |              | Skee, Bohuslän      |       | 58.913926, 11.361387 | 10159502700001 | Ladda upp en bild av detta fornminne      |
| Skee 271:1                             | Hög                         |              | Skee, Bohuslän      |       | 58.910886, 11.365987 | 10159502710001 | Ladda upp en bild av detta fornminne      |
| Skee 272:1                             | Stenkammargrav              |              | Skee, Bohuslän      |       | 58.872524, 11.283809 | 10159502720001 | Ladda upp en bild av detta fornminne      |
| Skee 273:1                             | Stenkammargrav              |              | Skee, Bohuslän      |       | 58.872595, 11.278039 | 10159502730001 | Ladda upp en bild av detta fornminne      |
| Skee 273:2                             | Stenkammargrav              |              | Skee, Bohuslän      |       | 58.872714, 11.278354 | 10159502730002 | Ladda upp en bild av detta fornminne      |
| Skee 277:1                             | Röse                        |              | Skee, Bohuslän      |       | 58.872445, 11.300094 | 10159502770001 | Ladda upp en bild av detta fornminne      |
| Skee 277:2                             | Röse                        |              | Skee, Bohuslän      |       | 58.872181, 11.299998 | 10159502770002 | Ladda upp en bild av detta fornminne      |
| Skee 279:1                             | Röse                        |              | Skee, Bohuslän      |       | 58.873252, 11.301457 | 10159502790001 | Ladda upp en bild av detta fornminne      |
| Skee 281:2                             | Röse                        |              | Skee, Bohuslän      |       | 58.869641, 11.307829 | 10159502810002 | Ladda upp en bild av detta fornminne      |
| Skee 283:1                             | Röse                        |              | Skee, Bohuslän      |       | 58.866010, 11.312017 | 10159502830001 | Ladda upp en bild av detta fornminne      |
| Skee 287:1                             | Hög                         |              | Skee, Bohuslän      |       | 58.859700, 11.308586 | 10159502870001 | Ladda upp en bild av detta fornminne      |
| Skee 288:1                             | Gravfält                    |              | Skee, Bohuslän      |       | 58.859216, 11.307968 | 10159502880001 | Ladda upp en bild av detta fornminne      |
| Skee 289:1                             | Gravfält                    |              | Skee, Bohuslän      |       | 58.857050, 11.303941 | 10159502890001 | Ladda upp en bild av detta fornminne      |
| Skee 291:1                             | Röse                        |              | Skee, Bohuslän      |       | 58.857958, 11.304601 | 10159502910001 | Ladda upp en bild av detta fornminne      |
| Skee 291:3                             | Röse                        |              | Skee, Bohuslän      |       | 58.858253, 11.305461 | 10159502910003 | Ladda upp en bild av detta fornminne      |
| Skee 293:1                             | Röse                        |              | Skee, Bohuslän      |       | 58.858689, 11.306219 | 10159502930001 | Ladda upp en bild av detta fornminne      |
| Skee 295:1                             | Gravfält                    |              | Skee, Bohuslän      |       | 58.860672, 11.321083 | 10159502950001 | Ladda upp en bild av detta fornminne      |
| Skee 297:1                             | Gravfält                    |              | Skee, Bohuslän      |       | 58.859173, 11.318193 | 10159502970001 | Ladda upp en bild av detta fornminne      |
| Skee 301:1                             | Gravfält                    |              | Skee, Bohuslän      |       | 58.858215, 11.319894 | 10159503010001 | Ladda upp en bild av detta fornminne      |
| Skee 302:1                             | Hög                         |              | Skee, Bohuslän      |       | 58.857191, 11.321896 | 10159503020001 | Ladda upp en bild av detta fornminne      |
| Skee 304:1                             | Stenkrets                   |              | Skee, Bohuslän      |       | 58.853488, 11.268532 | 10159503040001 | Ladda upp en bild av detta fornminne      |
| Skee 305:1                             | Gravfält                    |              | Skee, Bohuslän      |       | 58.851835, 11.266001 | 10159503050001 | Ladda upp en bild av detta fornminne      |
| Skee 308:1                             | Röse                        |              | Skee, Bohuslän      |       | 58.855163, 11.303097 | 10159503080001 | Ladda upp en bild av detta fornminne      |
| Skee 308:2                             | Röse                        |              | Skee, Bohuslän      |       | 58.854858, 11.303107 | 10159503080002 | Ladda upp en bild av detta fornminne      |
| Kämpene (Skee 310:1)                   | Gravfält                    |              | Skee, Bohuslän      |       | 58.852265, 11.299419 | 10159503100001 | Ladda upp en bild av detta fornminne      |
| Skee 311:1                             | Röse                        |              | Skee, Bohuslän      |       | 58.850667, 11.306666 | 10159503110001 | Ladda upp en bild av detta fornminne      |
| Skee 315:1                             | Gravfält                    |              | Skee, Bohuslän      |       | 58.849234, 11.316033 | 10159503150001 | Ladda upp en bild av detta fornminne      |
| Skee 318:1                             | Röse                        |              | Skee, Bohuslän      |       | 58.847893, 11.315849 | 10159503180001 | Ladda upp en bild av detta fornminne      |
| Kämpene (Skee 320:1)                   | Gravfält                    |              | Skee, Bohuslän      |       | 58.847940, 11.325589 | 10159503200001 | Ladda upp en bild av detta fornminne      |
| Skee 321:1                             | Grav markerad av sten/block |              | Skee, Bohuslän      |       | 58.846237, 11.324435 | 10159503210001 | Ladda upp en bild av detta fornminne      |
| Skee 321:3                             | Grav markerad av sten/block |              | Skee, Bohuslän      |       | 58.846220, 11.324229 | 10159503210003 | Ladda upp en bild av detta fornminne      |
| Skee 324:1                             | Röse                        |              | Skee, Bohuslän      |       | 58.836068, 11.241793 | 10159503240001 | Ladda upp en bild av detta fornminne      |
| Skee 326:1                             | Röse                        |              | Skee, Bohuslän      |       | 58.963613, 11.272263 | 10159503260001 | Ladda upp en bild av detta fornminne      |
| Skee 327:1                             | Röse                        |              | Skee, Bohuslän      |       | 58.964988, 11.289495 | 10159503270001 | Ladda upp en bild av detta fornminne      |
| Skee 331:1                             | Stenkrets                   |              | Skee, Bohuslän      |       | 58.988660, 11.241173 | 10159503310001 | Ladda upp en bild av detta fornminne      |
| Skee 332:1                             | Röse                        |              | Skee, Bohuslän      |       | 58.986074, 11.236933 | 10159503320001 | Ladda upp en bild av detta fornminne      |
| Skee 334:1                             | Röse                        |              | Skee, Bohuslän      |       | 58.985250, 11.250115 | 10159503340001 | Ladda upp en bild av detta fornminne      |
| Skee 335:1                             | Röse                        |              | Skee, Bohuslän      |       | 58.989877, 11.269241 | 10159503350001 | Ladda upp en bild av detta fornminne      |
| Skee 337:2                             | Grav markerad av sten/block |              | Skee, Bohuslän      |       | 58.976837, 11.248780 | 10159503370002 | Ladda upp en bild av detta fornminne      |
| Skee 339:1                             | Gravfält                    |              | Skee, Bohuslän      |       | 58.977758, 11.246576 | 10159503390001 | Ladda upp en till bild av detta fornminne |
| Skee 342:2                             | Hög                         |              | Skee, Bohuslän      |       | 58.973947, 11.242041 | 10159503420002 | Ladda upp en bild av detta fornminne      |
| Blomsholm (Skee 343:1)                 | Gravfält                    |              | Skee, Bohuslän      |       | 58.973806, 11.249099 | 10159503430001 | Ladda upp en till bild av detta fornminne |
| Skee 345:1                             | Röse                        |              | Skee, Bohuslän      |       | 58.969285, 11.303646 | 10159503450001 | Ladda upp en bild av detta fornminne      |
| Skee 347:1                             | Röse                        |              | Skee, Bohuslän      |       | 58.985041, 11.322252 | 10159503470001 | Ladda upp en bild av detta fornminne      |
| Skee 349:1                             | Gravfält                    |              | Skee, Bohuslän      |       | 58.992140, 11.337077 | 10159503490001 | Ladda upp en bild av detta fornminne      |
| Skee 350:1                             | Gravfält                    |              | Skee, Bohuslän      |       | 58.987578, 11.337375 | 10159503500001 | Ladda upp en bild av detta fornminne      |
| Skee 353:1                             | Gravfält                    |              | Skee, Bohuslän      |       | 58.976436, 11.329387 | 10159503530001 | Ladda upp en bild av detta fornminne      |
| Skee 356:1                             | Gravfält                    |              | Skee, Bohuslän      |       | 58.973037, 11.325536 | 10159503560001 | Ladda upp en bild av detta fornminne      |
| Skee 360:1                             | Röse                        |              | Skee, Bohuslän      |       | 58.973923, 11.346372 | 10159503600001 | Ladda upp en bild av detta fornminne      |
| Skee 361:1                             | Röse                        |              | Skee, Bohuslän      |       | 58.975121, 11.346938 | 10159503610001 | Ladda upp en bild av detta fornminne      |
| Skee 362:1                             | Röse                        |              | Skee, Bohuslän      |       | 58.976844, 11.350067 | 10159503620001 | Ladda upp en bild av detta fornminne      |
| Skee 364:2                             | Röse                        |              | Skee, Bohuslän      |       | 58.966391, 11.349616 | 10159503640002 | Ladda upp en bild av detta fornminne      |
| Skee 366:1                             | Röse                        |              | Skee, Bohuslän      |       | 58.961881, 11.342186 | 10159503660001 | Ladda upp en bild av detta fornminne      |
| Skee 372:1                             | Röse                        |              | Skee, Bohuslän      |       | 58.956937, 11.342605 | 10159503720001 | Ladda upp en bild av detta fornminne      |
| Skee 373:3                             | Röse                        |              | Skee, Bohuslän      |       | 58.955161, 11.341432 | 10159503730003 | Ladda upp en bild av detta fornminne      |
| Skee 374:2                             | Röse                        |              | Skee, Bohuslän      |       | 58.954596, 11.336579 | 10159503740002 | Ladda upp en bild av detta fornminne      |
| Skee 377:2                             | Röse                        |              | Skee, Bohuslän      |       | 58.953328, 11.335240 | 10159503770002 | Ladda upp en bild av detta fornminne      |
| Skee 377:3                             | Röse                        |              | Skee, Bohuslän      |       | 58.953153, 11.335122 | 10159503770003 | Ladda upp en bild av detta fornminne      |
| Skee 383:1                             | Stenkrets                   |              | Skee, Bohuslän      |       | 58.962646, 11.349294 | 10159503830001 | Ladda upp en bild av detta fornminne      |
| Skee 383:2                             | Stenkrets                   |              | Skee, Bohuslän      |       | 58.962385, 11.349144 | 10159503830002 | Ladda upp en bild av detta fornminne      |
| Skee 383:3                             | Grav markerad av sten/block |              | Skee, Bohuslän      |       | 58.962474, 11.348985 | 10159503830003 | Ladda upp en bild av detta fornminne      |
| Vrålshögen (Skee 392:1)                | Hög                         |              | Skee, Bohuslän      |       | 58.955284, 11.365892 | 10159503920001 | Ladda upp en bild av detta fornminne      |
| Slottskollen (Skee 393:1)              | Fornborg                    |              | Skee, Bohuslän      |       | 58.948026, 11.372110 | 10159503930001 | Ladda upp en bild av detta fornminne      |
| Skee 394:1                             | Röse                        |              | Skee, Bohuslän      |       | 58.946953, 11.374506 | 10159503940001 | Ladda upp en bild av detta fornminne      |
| Skee 395:1                             | Röse                        |              | Skee, Bohuslän      |       | 58.943903, 11.370240 | 10159503950001 | Ladda upp en bild av detta fornminne      |
| Skee 396:1                             | Röse                        |              | Skee, Bohuslän      |       | 58.943012, 11.369859 | 10159503960001 | Ladda upp en bild av detta fornminne      |
| Skee 397:1                             | Röse                        |              | Skee, Bohuslän      |       | 58.940016, 11.371492 | 10159503970001 | Ladda upp en bild av detta fornminne      |
| Skee 401:1                             | Hög                         |              | Skee, Bohuslän      |       | 58.932717, 11.355490 | 10159504010001 | Ladda upp en bild av detta fornminne      |
| Skee 401:3                             | Hög                         |              | Skee, Bohuslän      |       | 58.932693, 11.354937 | 10159504010003 | Ladda upp en bild av detta fornminne      |
| Skee 410:1                             | Hög                         |              | Skee, Bohuslän      |       | 58.995103, 11.438172 | 10159504100001 | Ladda upp en bild av detta fornminne      |
| Skee 410:2                             | Hög                         |              | Skee, Bohuslän      |       | 58.995192, 11.438144 | 10159504100002 | Ladda upp en bild av detta fornminne      |
| Skee 410:3                             | Hög                         |              | Skee, Bohuslän      |       | 58.995261, 11.438031 | 10159504100003 | Ladda upp en bild av detta fornminne      |
| Skee 412:1                             | Hög                         |              | Skee, Bohuslän      |       | 59.004096, 11.434726 | 10159504120001 | Ladda upp en bild av detta fornminne      |
| Skee 412:2                             | Hög                         |              | Skee, Bohuslän      |       | 59.004022, 11.434630 | 10159504120002 | Ladda upp en bild av detta fornminne      |
| Skee 412:3                             | Hög                         |              | Skee, Bohuslän      |       | 59.003854, 11.434422 | 10159504120003 | Ladda upp en bild av detta fornminne      |
| Skee 419:1                             | Röse                        |              | Skee, Bohuslän      |       | 58.941825, 11.443542 | 10159504190001 | Ladda upp en bild av detta fornminne      |
| Valbakeröset (Skee 421:1)              | Röse                        |              | Skee, Bohuslän      |       | 58.936905, 11.426397 | 10159504210001 | Ladda upp en bild av detta fornminne      |
| Valbakeröset (Skee 421:2)              | Röse                        |              | Skee, Bohuslän      |       | 58.936589, 11.426639 | 10159504210002 | Ladda upp en bild av detta fornminne      |
| Bräckeröset (Skee 423:1)               | Röse                        |              | Skee, Bohuslän      |       | 58.934430, 11.424073 | 10159504230001 | Ladda upp en bild av detta fornminne      |
| Skee 424:1                             | Röse                        |              | Skee, Bohuslän      |       | 58.933392, 11.421717 | 10159504240001 | Ladda upp en bild av detta fornminne      |
| Skee 425:1                             | Röse                        |              | Skee, Bohuslän      |       | 58.932478, 11.420252 | 10159504250001 | Ladda upp en bild av detta fornminne      |
| Skee 426:1                             | Röse                        |              | Skee, Bohuslän      |       | 58.931496, 11.416396 | 10159504260001 | Ladda upp en bild av detta fornminne      |
| Skee 435:1                             | Röse                        |              | Skee, Bohuslän      |       | 58.918474, 11.388931 | 10159504350001 | Ladda upp en bild av detta fornminne      |
| Skee 437:1                             | Röse                        |              | Skee, Bohuslän      |       | 58.918518, 11.386096 | 10159504370001 | Ladda upp en bild av detta fornminne      |
| Skee 437:3                             | Röse                        |              | Skee, Bohuslän      |       | 58.917901, 11.385277 | 10159504370003 | Ladda upp en bild av detta fornminne      |
| Skee 437:4                             | Röse                        |              | Skee, Bohuslän      |       | 58.917738, 11.384305 | 10159504370004 | Ladda upp en bild av detta fornminne      |
| Skee 441:1                             | Röse                        |              | Skee, Bohuslän      |       | 58.918439, 11.394909 | 10159504410001 | Ladda upp en bild av detta fornminne      |
| Skee 442:1                             | Röse                        |              | Skee, Bohuslän      |       | 58.919621, 11.397855 | 10159504420001 | Ladda upp en bild av detta fornminne      |
| Skee 447:1                             | Stenkrets                   |              | Skee, Bohuslän      |       | 58.908586, 11.379253 | 10159504470001 | Ladda upp en bild av detta fornminne      |
| Skee 447:2                             | Röse                        |              | Skee, Bohuslän      |       | 58.908452, 11.379302 | 10159504470002 | Ladda upp en bild av detta fornminne      |
| Skee 452:1                             | Hög                         |              | Skee, Bohuslän      |       | 58.904834, 11.387869 | 10159504520001 | Ladda upp en bild av detta fornminne      |
| Skee 460:1                             | Röse                        |              | Skee, Bohuslän      |       | 58.898937, 11.336373 | 10159504600001 | Ladda upp en bild av detta fornminne      |
| Skee 464:1                             | Hög                         |              | Skee, Bohuslän      |       | 58.899932, 11.349045 | 10159504640001 | Ladda upp en bild av detta fornminne      |
| Skee 465:1                             | Röse                        |              | Skee, Bohuslän      |       | 58.899060, 11.354070 | 10159504650001 | Ladda upp en bild av detta fornminne      |
| Skee 466:1                             | Röse                        |              | Skee, Bohuslän      |       | 58.897925, 11.353221 | 10159504660001 | Ladda upp en bild av detta fornminne      |
| Skee 467:1                             | Röse                        |              | Skee, Bohuslän      |       | 58.896302, 11.359842 | 10159504670001 | Ladda upp en bild av detta fornminne      |
| Skee 467:4                             | Röse                        |              | Skee, Bohuslän      |       | 58.895988, 11.359455 | 10159504670004 | Ladda upp en bild av detta fornminne      |
| Skee 483:1                             | Röse                        |              | Skee, Bohuslän      |       | 58.885612, 11.315109 | 10159504830001 | Ladda upp en bild av detta fornminne      |
| Skee 483:2                             | Röse                        |              | Skee, Bohuslän      |       | 58.885674, 11.315433 | 10159504830002 | Ladda upp en bild av detta fornminne      |
| Skee 485:2                             | Hög                         |              | Skee, Bohuslän      |       | 58.889291, 11.317141 | 10159504850002 | Ladda upp en bild av detta fornminne      |
| Skee 485:4                             | Hög                         |              | Skee, Bohuslän      |       | 58.888775, 11.317328 | 10159504850004 | Ladda upp en bild av detta fornminne      |
| Skee 487:1                             | Röse                        |              | Skee, Bohuslän      |       | 58.889412, 11.327659 | 10159504870001 | Ladda upp en bild av detta fornminne      |
| Bläseröset (Skee 489:1)                | Röse                        |              | Skee, Bohuslän      |       | 58.894479, 11.331715 | 10159504890001 | Ladda upp en bild av detta fornminne      |
| Bläseröset (Skee 489:2)                | Röse                        |              | Skee, Bohuslän      |       | 58.894671, 11.331819 | 10159504890002 | Ladda upp en bild av detta fornminne      |
| Skee 495:1                             | Röse                        |              | Skee, Bohuslän      |       | 58.891224, 11.336563 | 10159504950001 | Ladda upp en bild av detta fornminne      |
| Skee 497:1                             | Röse                        |              | Skee, Bohuslän      |       | 58.889584, 11.334547 | 10159504970001 | Ladda upp en bild av detta fornminne      |
| Skee 498:1                             | Röse                        |              | Skee, Bohuslän      |       | 58.889232, 11.335187 | 10159504980001 | Ladda upp en bild av detta fornminne      |
| Skee 499:1                             | Röse                        |              | Skee, Bohuslän      |       | 58.889754, 11.336335 | 10159504990001 | Ladda upp en bild av detta fornminne      |
| Skee 500:1                             | Röse                        |              | Skee, Bohuslän      |       | 58.887424, 11.338338 | 10159505000001 | Ladda upp en bild av detta fornminne      |
| Skee 501:1                             | Röse                        |              | Skee, Bohuslän      |       | 58.887638, 11.339706 | 10159505010001 | Ladda upp en bild av detta fornminne      |
| Skee 502:1                             | Röse                        |              | Skee, Bohuslän      |       | 58.890607, 11.342084 | 10159505020001 | Ladda upp en bild av detta fornminne      |
| Skee 503:1                             | Röse                        |              | Skee, Bohuslän      |       | 58.885647, 11.334392 | 10159505030001 | Ladda upp en bild av detta fornminne      |
| Skee 505:1                             | Röse                        |              | Skee, Bohuslän      |       | 58.881786, 11.307593 | 10159505050001 | Ladda upp en bild av detta fornminne      |
| Skee 506:1                             | Gravfält                    |              | Skee, Bohuslän      |       | 58.880897, 11.311215 | 10159505060001 | Ladda upp en bild av detta fornminne      |
| Skee 509:1                             | Hög                         |              | Skee, Bohuslän      |       | 58.880289, 11.310924 | 10159505090001 | Ladda upp en bild av detta fornminne      |
| Skee 510:1                             | Grav markerad av sten/block |              | Skee, Bohuslän      |       | 58.883382, 11.320347 | 10159505100001 | Ladda upp en bild av detta fornminne      |
| Skee 511:1                             | Röse                        |              | Skee, Bohuslän      |       | 58.881326, 11.323608 | 10159505110001 | Ladda upp en bild av detta fornminne      |
| Skee 513:1                             | Gravfält                    |              | Skee, Bohuslän      |       | 58.883090, 11.335799 | 10159505130001 | Ladda upp en bild av detta fornminne      |
| Skee 514:1                             | Gravfält                    |              | Skee, Bohuslän      |       | 58.880985, 11.329529 | 10159505140001 | Ladda upp en bild av detta fornminne      |
| Skee 514:2                             | Hällristning                |              | Skee, Bohuslän      |       | 58.881104, 11.329165 | 10159505140002 | Ladda upp en bild av detta fornminne      |
| Skee 515:1                             | Hög                         |              | Skee, Bohuslän      |       | 58.881538, 11.332051 | 10159505150001 | Ladda upp en bild av detta fornminne      |
| Skee 515:2                             | Hög                         |              | Skee, Bohuslän      |       | 58.881005, 11.331945 | 10159505150002 | Ladda upp en bild av detta fornminne      |
| Skee 516:1                             | Hög                         |              | Skee, Bohuslän      |       | 58.881521, 11.333658 | 10159505160001 | Ladda upp en bild av detta fornminne      |
| Skee 517:1                             | Gravfält                    |              | Skee, Bohuslän      |       | 58.882840, 11.333999 | 10159505170001 | Ladda upp en bild av detta fornminne      |
| Skee 518:1                             | Gravfält                    |              | Skee, Bohuslän      |       | 58.882810, 11.338638 | 10159505180001 | Ladda upp en bild av detta fornminne      |
| Skee 520:1                             | Röse                        |              | Skee, Bohuslän      |       | 58.875517, 11.313659 | 10159505200001 | Ladda upp en bild av detta fornminne      |
| Skee 521:2                             | Röse                        |              | Skee, Bohuslän      |       | 58.878237, 11.315763 | 10159505210002 | Ladda upp en bild av detta fornminne      |
| Skee 523:1                             | Röse                        |              | Skee, Bohuslän      |       | 58.878133, 11.318756 | 10159505230001 | Ladda upp en bild av detta fornminne      |
| Skee 524:1                             | Röse                        |              | Skee, Bohuslän      |       | 58.876523, 11.321177 | 10159505240001 | Ladda upp en bild av detta fornminne      |
| Skee 525:2                             | Röse                        |              | Skee, Bohuslän      |       | 58.875465, 11.323391 | 10159505250002 | Ladda upp en bild av detta fornminne      |
| Skee 527:1                             | Röse                        |              | Skee, Bohuslän      |       | 58.877767, 11.327061 | 10159505270001 | Ladda upp en bild av detta fornminne      |
| Skee 528:1                             | Gravfält                    |              | Skee, Bohuslän      |       | 58.875106, 11.305762 | 10159505280001 | Ladda upp en bild av detta fornminne      |
| Skee 531:1                             | Grav markerad av sten/block |              | Skee, Bohuslän      |       | 58.873253, 11.312900 | 10159505310001 | Ladda upp en bild av detta fornminne      |
| Skee 531:2                             | Grav markerad av sten/block |              | Skee, Bohuslän      |       | 58.873173, 11.312942 | 10159505310002 | Ladda upp en bild av detta fornminne      |
| Skee 531:3                             | Grav markerad av sten/block |              | Skee, Bohuslän      |       | 58.873195, 11.312749 | 10159505310003 | Ladda upp en bild av detta fornminne      |
| Skee 532:1                             | Röse                        |              | Skee, Bohuslän      |       | 58.874025, 11.313972 | 10159505320001 | Ladda upp en bild av detta fornminne      |
| Skee 533:1                             | Grav markerad av sten/block |              | Skee, Bohuslän      |       | 58.872374, 11.314386 | 10159505330001 | Ladda upp en bild av detta fornminne      |
| Skee 533:2                             | Grav markerad av sten/block |              | Skee, Bohuslän      |       | 58.872379, 11.314195 | 10159505330002 | Ladda upp en bild av detta fornminne      |
| Skee 533:3                             | Grav markerad av sten/block |              | Skee, Bohuslän      |       | 58.872477, 11.314186 | 10159505330003 | Ladda upp en bild av detta fornminne      |
| Skee 539:1                             | Gravfält                    |              | Skee, Bohuslän      |       | 58.875183, 11.327827 | 10159505390001 | Ladda upp en bild av detta fornminne      |
| Skee 542:1                             | Röse                        |              | Skee, Bohuslän      |       | 58.873071, 11.326024 | 10159505420001 | Ladda upp en bild av detta fornminne      |
| Skee 546:1                             | Röse                        |              | Skee, Bohuslän      |       | 58.871821, 11.342836 | 10159505460001 | Ladda upp en bild av detta fornminne      |
| Skee 547:1                             | Röse                        |              | Skee, Bohuslän      |       | 58.873615, 11.349970 | 10159505470001 | Ladda upp en bild av detta fornminne      |
| Skee 555:1                             | Gravfält                    |              | Skee, Bohuslän      |       | 58.867402, 11.358714 | 10159505550001 | Ladda upp en bild av detta fornminne      |
| Skee 558:1                             | Röse                        |              | Skee, Bohuslän      |       | 58.869042, 11.315079 | 10159505580001 | Ladda upp en bild av detta fornminne      |
| Skee 559:1                             | Röse                        |              | Skee, Bohuslän      |       | 58.867737, 11.319985 | 10159505590001 | Ladda upp en bild av detta fornminne      |
| Skee 564:1                             | Röse                        |              | Skee, Bohuslän      |       | 58.866742, 11.332941 | 10159505640001 | Ladda upp en bild av detta fornminne      |
| Skee 565:1                             | Röse                        |              | Skee, Bohuslän      |       | 58.866241, 11.333368 | 10159505650001 | Ladda upp en bild av detta fornminne      |
| Skee 566:1                             | Röse                        |              | Skee, Bohuslän      |       | 58.865336, 11.334908 | 10159505660001 | Ladda upp en bild av detta fornminne      |
| Skee 568:1                             | Röse                        |              | Skee, Bohuslän      |       | 58.861539, 11.340703 | 10159505680001 | Ladda upp en bild av detta fornminne      |
| Skee 573:1                             | Hög                         |              | Skee, Bohuslän      |       | 58.851504, 11.379710 | 10159505730001 | Ladda upp en bild av detta fornminne      |
| Skee 573:2                             | Hög                         |              | Skee, Bohuslän      |       | 58.851584, 11.379455 | 10159505730002 | Ladda upp en bild av detta fornminne      |
| Skee 575:1                             | Hög                         |              | Skee, Bohuslän      |       | 58.845161, 11.385856 | 10159505750001 | Ladda upp en bild av detta fornminne      |
| Skee 575:2                             | Hög                         |              | Skee, Bohuslän      |       | 58.845065, 11.385714 | 10159505750002 | Ladda upp en bild av detta fornminne      |
| Skee 576:1                             | Gravfält                    |              | Skee, Bohuslän      |       | 58.842298, 11.380325 | 10159505760001 | Ladda upp en bild av detta fornminne      |
| Skee 579:1                             | Gravfält                    |              | Skee, Bohuslän      |       | 58.970124, 11.402508 | 10159505790001 | Ladda upp en bild av detta fornminne      |
| Skee 582:1                             | Stenkammargrav              |              | Skee, Bohuslän      |       | 58.958914, 11.351790 | 10159505820001 | Ladda upp en bild av detta fornminne      |
| Grönhög (Skee 590:1)                   | Gravfält                    |              | Skee, Bohuslän      |       | 58.963025, 11.238715 | 10159505900001 | Ladda upp en till bild av detta fornminne |
| Skee 591:1                             | Hög                         |              | Skee, Bohuslän      |       | 58.866472, 11.361758 | 10159505910001 | Ladda upp en bild av detta fornminne      |
| Skee 595:1                             | Fästning/skans              |              | Skee, Bohuslän      |       | 58.913190, 11.186278 | 10159505950001 | Ladda upp en bild av detta fornminne      |
| Skee 596:1                             | Röse                        |              | Skee, Bohuslän      |       | 58.846783, 11.288300 | 10159505960001 | Ladda upp en bild av detta fornminne      |
| Skee 598:1                             | Gravfält                    |              | Skee, Bohuslän      |       | 58.947284, 11.337483 | 10159505980001 | Ladda upp en bild av detta fornminne      |
| Skee 601:1                             | Hällristning                |              | Skee, Bohuslän      |       | 58.859352, 11.323382 | 10159506010001 | Ladda upp en bild av detta fornminne      |
| Skee 601:2                             | Hällristning                |              | Skee, Bohuslän      |       | 58.859314, 11.323232 | 10159506010002 | Ladda upp en bild av detta fornminne      |
| Skee 601:3                             | Hällristning                |              | Skee, Bohuslän      |       | 58.859258, 11.323497 | 10159506010003 | Ladda upp en bild av detta fornminne      |
| Skee 602:1                             | Hällristning                |              | Skee, Bohuslän      |       | 58.860078, 11.322454 | 10159506020001 | Ladda upp en bild av detta fornminne      |
| Skee 602:2                             | Hällristning                |              | Skee, Bohuslän      |       | 58.860173, 11.322380 | 10159506020002 | Ladda upp en bild av detta fornminne      |
| Skee 603:1                             | Hällristning                |              | Skee, Bohuslän      |       | 58.859568, 11.323264 | 10159506030001 | Ladda upp en bild av detta fornminne      |
| Skee 603:2                             | Hällristning                |              | Skee, Bohuslän      |       | 58.859706, 11.323091 | 10159506030002 | Ladda upp en bild av detta fornminne      |
| Skee 603:3                             | Hällristning                |              | Skee, Bohuslän      |       | 58.859801, 11.323104 | 10159506030003 | Ladda upp en bild av detta fornminne      |
| Skee 603:4                             | Hällristning                |              | Skee, Bohuslän      |       | 58.859861, 11.322917 | 10159506030004 | Ladda upp en bild av detta fornminne      |
| Skee 603:5                             | Hällristning                |              | Skee, Bohuslän      |       | 58.859823, 11.322751 | 10159506030005 | Ladda upp en bild av detta fornminne      |
| Skee 604:1                             | Hällristning                |              | Skee, Bohuslän      |       | 58.906091, 11.369669 | 10159506040001 | Ladda upp en till bild av detta fornminne |
| Skee 605:1                             | Hällristning                |              | Skee, Bohuslän      |       | 58.864294, 11.321971 | 10159506050001 | Ladda upp en bild av detta fornminne      |
| Skee 605:2                             | Hällristning                |              | Skee, Bohuslän      |       | 58.864210, 11.322221 | 10159506050002 | Ladda upp en bild av detta fornminne      |
| Skee 606:1                             | Hällristning                |              | Skee, Bohuslän      |       | 58.926452, 11.287739 | 10159506060001 | Ladda upp en bild av detta fornminne      |
| Skee 607:1                             | Hällristning                |              | Skee, Bohuslän      |       | 58.925084, 11.285719 | 10159506070001 | Ladda upp en bild av detta fornminne      |
| Skee 607:2                             | Hällristning                |              | Skee, Bohuslän      |       | 58.925231, 11.285468 | 10159506070002 | Ladda upp en bild av detta fornminne      |
| Skee 607:3                             | Hällristning                |              | Skee, Bohuslän      |       | 58.925200, 11.285701 | 10159506070003 | Ladda upp en bild av detta fornminne      |
| Skee 608:1                             | Hällristning                |              | Skee, Bohuslän      |       | 58.928988, 11.339313 | 10159506080001 | Ladda upp en bild av detta fornminne      |
| Skee 609:1                             | Hällristning                |              | Skee, Bohuslän      |       | 58.926101, 11.381959 | 10159506090001 | Ladda upp en bild av detta fornminne      |
| Skee 611:1                             | Hällristning                |              | Skee, Bohuslän      |       | 58.869988, 11.327005 | 10159506110001 | Ladda upp en bild av detta fornminne      |
| Skee 611:2                             | Hällristning                |              | Skee, Bohuslän      |       | 58.869920, 11.327134 | 10159506110002 | Ladda upp en bild av detta fornminne      |
| Skee 612:1                             | Hällristning                |              | Skee, Bohuslän      |       | 58.873324, 11.316777 | 10159506120001 | Ladda upp en bild av detta fornminne      |
| Skee 614:1                             | Hällristning                |              | Skee, Bohuslän      |       | 58.959187, 11.318996 | 10159506140001 | Ladda upp en till bild av detta fornminne |
| Skee 614:2                             | Hällristning                |              | Skee, Bohuslän      |       | 58.959047, 11.318727 | 10159506140002 | Ladda upp en bild av detta fornminne      |
| Skee 615:1                             | Hällristning                |              | Skee, Bohuslän      |       | 58.957340, 11.316755 | 10159506150001 | Ladda upp en bild av detta fornminne      |
| Skee 616:2                             | Hällristning                |              | Skee, Bohuslän      |       | 58.956345, 11.318794 | 10159506160002 | Ladda upp en bild av detta fornminne      |
| Skee 616:3                             | Hällristning                |              | Skee, Bohuslän      |       | 58.956259, 11.318908 | 10159506160003 | Ladda upp en bild av detta fornminne      |
| Skee 618:1                             | Hällristning                |              | Skee, Bohuslän      |       | 58.968891, 11.325623 | 10159506180001 | Ladda upp en bild av detta fornminne      |
| Skee 619:1                             | Hällristning                |              | Skee, Bohuslän      |       | 58.971312, 11.324835 | 10159506190001 | Ladda upp en bild av detta fornminne      |
| Skee 620:1                             | Hällristning                |              | Skee, Bohuslän      |       | 58.956493, 11.257439 | 10159506200001 | Ladda upp en bild av detta fornminne      |
| Skee 620:2                             | Hällristning                |              | Skee, Bohuslän      |       | 58.956343, 11.257508 | 10159506200002 | Ladda upp en bild av detta fornminne      |
| Skee 621:1                             | Hällristning                |              | Skee, Bohuslän      |       | 58.950829, 11.277589 | 10159506210001 | Ladda upp en bild av detta fornminne      |
| Skee 622:1                             | Hällristning                |              | Skee, Bohuslän      |       | 58.966983, 11.322640 | 10159506220001 | Ladda upp en bild av detta fornminne      |
| Skee 622:2                             | Hällristning                |              | Skee, Bohuslän      |       | 58.966901, 11.322664 | 10159506220002 | Ladda upp en bild av detta fornminne      |
| Skee 622:3                             | Hällristning                |              | Skee, Bohuslän      |       | 58.966879, 11.322479 | 10159506220003 | Ladda upp en bild av detta fornminne      |
| Skee 623:1                             | Hällristning                |              | Skee, Bohuslän      |       | 58.962746, 11.320486 | 10159506230001 | Ladda upp en bild av detta fornminne      |
| Skee 623:2                             | Hällristning                |              | Skee, Bohuslän      |       | 58.962776, 11.320604 | 10159506230002 | Ladda upp en bild av detta fornminne      |
| Skee 623:3                             | Hällristning                |              | Skee, Bohuslän      |       | 58.962816, 11.320703 | 10159506230003 | Ladda upp en bild av detta fornminne      |
| Skee 623:4                             | Hällristning                |              | Skee, Bohuslän      |       | 58.962883, 11.320817 | 10159506230004 | Ladda upp en bild av detta fornminne      |
| Skee 623:5                             | Hällristning                |              | Skee, Bohuslän      |       | 58.963018, 11.321096 | 10159506230005 | Ladda upp en bild av detta fornminne      |
| Skee 623:6                             | Hällristning                |              | Skee, Bohuslän      |       | 58.962895, 11.320536 | 10159506230006 | Ladda upp en bild av detta fornminne      |
| Skee 624:1                             | Hällristning                |              | Skee, Bohuslän      |       | 58.922832, 11.365534 | 10159506240001 | Ladda upp en bild av detta fornminne      |
| Skee 625:1                             | Hällristning                |              | Skee, Bohuslän      |       | 58.967345, 11.174681 | 10159506250001 | Ladda upp en bild av detta fornminne      |
| Skee 625:2                             | Hällristning                |              | Skee, Bohuslän      |       | 58.967505, 11.174628 | 10159506250002 | Ladda upp en bild av detta fornminne      |
| Skee 626:1                             | Hällristning                |              | Skee, Bohuslän      |       | 58.979681, 11.299982 | 10159506260001 | Ladda upp en bild av detta fornminne      |
| Skee 627:1                             | Hällristning                |              | Skee, Bohuslän      |       | 58.961289, 11.179837 | 10159506270001 | Ladda upp en bild av detta fornminne      |
| Skee 627:2                             | Hällristning                |              | Skee, Bohuslän      |       | 58.961418, 11.179944 | 10159506270002 | Ladda upp en bild av detta fornminne      |
| Skee 628:1                             | Hällristning                |              | Skee, Bohuslän      |       | 58.977350, 11.218380 | 10159506280001 | Ladda upp en bild av detta fornminne      |
| Skee 629:1                             | Hällristning                |              | Skee, Bohuslän      |       | 58.977870, 11.216875 | 10159506290001 | Ladda upp en bild av detta fornminne      |
| Skee 629:2                             | Hällristning                |              | Skee, Bohuslän      |       | 58.977798, 11.217162 | 10159506290002 | Ladda upp en bild av detta fornminne      |
| Skee 629:3                             | Hällristning                |              | Skee, Bohuslän      |       | 58.977808, 11.216735 | 10159506290003 | Ladda upp en bild av detta fornminne      |
| Skee 630:1                             | Hällristning                |              | Skee, Bohuslän      |       | 58.977977, 11.311214 | 10159506300001 | Ladda upp en bild av detta fornminne      |
| Skee 631:1                             | Hällristning                |              | Skee, Bohuslän      |       | 58.975284, 11.329547 | 10159506310001 | Ladda upp en bild av detta fornminne      |
| Skee 631:2                             | Hällristning                |              | Skee, Bohuslän      |       | 58.975179, 11.329368 | 10159506310002 | Ladda upp en bild av detta fornminne      |
| Skee 631:3                             | Hällristning                |              | Skee, Bohuslän      |       | 58.975172, 11.329717 | 10159506310003 | Ladda upp en bild av detta fornminne      |
| Skee 632:1                             | Hällristning                |              | Skee, Bohuslän      |       | 58.975017, 11.329371 | 10159506320001 | Ladda upp en bild av detta fornminne      |
| Skee 632:2                             | Hällristning                |              | Skee, Bohuslän      |       | 58.974974, 11.329320 | 10159506320002 | Ladda upp en bild av detta fornminne      |
| Skee 633:1                             | Hällristning                |              | Skee, Bohuslän      |       | 58.974902, 11.329159 | 10159506330001 | Ladda upp en bild av detta fornminne      |
| Skee 633:2                             | Hällristning                |              | Skee, Bohuslän      |       | 58.974843, 11.329010 | 10159506330002 | Ladda upp en bild av detta fornminne      |
| Skee 633:3                             | Hällristning                |              | Skee, Bohuslän      |       | 58.974813, 11.329205 | 10159506330003 | Ladda upp en bild av detta fornminne      |
| Skee 634:1                             | Hällristning                |              | Skee, Bohuslän      |       | 58.973354, 11.327523 | 10159506340001 | Ladda upp en bild av detta fornminne      |
| Skee 635:1                             | Hällristning                |              | Skee, Bohuslän      |       | 58.973415, 11.326645 | 10159506350001 | Ladda upp en bild av detta fornminne      |
| Skee 635:2                             | Hällristning                |              | Skee, Bohuslän      |       | 58.973423, 11.326905 | 10159506350002 | Ladda upp en bild av detta fornminne      |
| Skee 635:3                             | Hällristning                |              | Skee, Bohuslän      |       | 58.973411, 11.326541 | 10159506350003 | Ladda upp en bild av detta fornminne      |
| Skee 636:1                             | Hällristning                |              | Skee, Bohuslän      |       | 58.972373, 11.325086 | 10159506360001 | Ladda upp en bild av detta fornminne      |
| Skee 636:2                             | Hällristning                |              | Skee, Bohuslän      |       | 58.972262, 11.324996 | 10159506360002 | Ladda upp en bild av detta fornminne      |
| Skee 637:1                             | Hällristning                |              | Skee, Bohuslän      |       | 58.972618, 11.325421 | 10159506370001 | Ladda upp en bild av detta fornminne      |
| Skee 638:1                             | Hällristning                |              | Skee, Bohuslän      |       | 58.972891, 11.325788 | 10159506380001 | Ladda upp en bild av detta fornminne      |
| Skee 638:2                             | Hällristning                |              | Skee, Bohuslän      |       | 58.972865, 11.325737 | 10159506380002 | Ladda upp en bild av detta fornminne      |
| Skee 638:3                             | Hällristning                |              | Skee, Bohuslän      |       | 58.972835, 11.325682 | 10159506380003 | Ladda upp en bild av detta fornminne      |
| Skee 638:4                             | Hällristning                |              | Skee, Bohuslän      |       | 58.972806, 11.325649 | 10159506380004 | Ladda upp en bild av detta fornminne      |
| Skee 639:1                             | Hällristning                |              | Skee, Bohuslän      |       | 58.974636, 11.329018 | 10159506390001 | Ladda upp en bild av detta fornminne      |
| Skee 639:2                             | Hällristning                |              | Skee, Bohuslän      |       | 58.974678, 11.329204 | 10159506390002 | Ladda upp en bild av detta fornminne      |
| Skee 640:1                             | Hällristning                |              | Skee, Bohuslän      |       | 58.974771, 11.328462 | 10159506400001 | Ladda upp en bild av detta fornminne      |
| Skee 640:2                             | Hällristning                |              | Skee, Bohuslän      |       | 58.974870, 11.328467 | 10159506400002 | Ladda upp en bild av detta fornminne      |
| Skee 641:1                             | Hällristning                |              | Skee, Bohuslän      |       | 58.978653, 11.326675 | 10159506410001 | Ladda upp en bild av detta fornminne      |
| Skee 641:2                             | Hällristning                |              | Skee, Bohuslän      |       | 58.978729, 11.326805 | 10159506410002 | Ladda upp en bild av detta fornminne      |
| Skee 642:1                             | Hällristning                |              | Skee, Bohuslän      |       | 58.978816, 11.327264 | 10159506420001 | Ladda upp en bild av detta fornminne      |
| Skee 642:2                             | Hällristning                |              | Skee, Bohuslän      |       | 58.978873, 11.327361 | 10159506420002 | Ladda upp en bild av detta fornminne      |
| Skee 643:1                             | Hällristning                |              | Skee, Bohuslän      |       | 58.979545, 11.343867 | 10159506430001 | Ladda upp en bild av detta fornminne      |
| Skee 644:1                             | Hällristning                |              | Skee, Bohuslän      |       | 58.981109, 11.309344 | 10159506440001 | Ladda upp en bild av detta fornminne      |
| Skee 644:2                             | Hällristning                |              | Skee, Bohuslän      |       | 58.981067, 11.309698 | 10159506440002 | Ladda upp en bild av detta fornminne      |
| Skee 645:1                             | Hällristning                |              | Skee, Bohuslän      |       | 58.981881, 11.309561 | 10159506450001 | Ladda upp en bild av detta fornminne      |
| Skee 645:2                             | Hällristning                |              | Skee, Bohuslän      |       | 58.982470, 11.309941 | 10159506450002 | Ladda upp en bild av detta fornminne      |
| Skee 646:1                             | Hällristning                |              | Skee, Bohuslän      |       | 58.957729, 11.263381 | 10159506460001 | Ladda upp en bild av detta fornminne      |
| Skee 646:2                             | Hällristning                |              | Skee, Bohuslän      |       | 58.957648, 11.263668 | 10159506460002 | Ladda upp en bild av detta fornminne      |
| Skee 646:3                             | Hällristning                |              | Skee, Bohuslän      |       | 58.957690, 11.263889 | 10159506460003 | Ladda upp en bild av detta fornminne      |
| Skee 647:1                             | Hällristning                |              | Skee, Bohuslän      |       | 58.974680, 11.236628 | 10159506470001 | Ladda upp en bild av detta fornminne      |
| Skee 648:1                             | Hällristning                |              | Skee, Bohuslän      |       | 58.978643, 11.301748 | 10159506480001 | Ladda upp en bild av detta fornminne      |
| Skee 649:1                             | Hällristning                |              | Skee, Bohuslän      |       | 58.977482, 11.308769 | 10159506490001 | Ladda upp en bild av detta fornminne      |
| Skee 649:2                             | Hällristning                |              | Skee, Bohuslän      |       | 58.977292, 11.309297 | 10159506490002 | Ladda upp en bild av detta fornminne      |
| Skee 655:3                             | Hög                         |              | Skee, Bohuslän      |       | 58.979537, 11.419273 | 10159506550003 | Ladda upp en bild av detta fornminne      |
| Skee 660:1                             | Stenkrets                   |              | Skee, Bohuslän      |       | 58.971380, 11.403824 | 10159506600001 | Ladda upp en bild av detta fornminne      |
| Skee 663:1                             | Fornborg                    |              | Skee, Bohuslän      |       | 58.952419, 11.375199 | 10159506630001 | Ladda upp en bild av detta fornminne      |
| Skee 667:1                             | Röse                        |              | Skee, Bohuslän      |       | 58.950032, 11.336517 | 10159506670001 | Ladda upp en bild av detta fornminne      |
| Skee 667:2                             | Röse                        |              | Skee, Bohuslän      |       | 58.949754, 11.336290 | 10159506670002 | Ladda upp en bild av detta fornminne      |
| Skee 668:1                             | Röse                        |              | Skee, Bohuslän      |       | 58.963774, 11.340925 | 10159506680001 | Ladda upp en bild av detta fornminne      |
| Skee 677:1                             | Fornborg                    |              | Skee, Bohuslän      |       | 58.950408, 11.366126 | 10159506770001 | Ladda upp en bild av detta fornminne      |
| Skee 679:1                             | Stenkrets                   |              | Skee, Bohuslän      |       | 58.966041, 11.346631 | 10159506790001 | Ladda upp en bild av detta fornminne      |
| Skee 686:1                             | Röse                        |              | Skee, Bohuslän      |       | 58.986400, 11.332661 | 10159506860001 | Ladda upp en bild av detta fornminne      |
| Skee 699:1                             | Röse                        |              | Skee, Bohuslän      |       | 58.945168, 11.372877 | 10159506990001 | Ladda upp en bild av detta fornminne      |
| Skee 700:1                             | Röse                        |              | Skee, Bohuslän      |       | 58.930756, 11.370443 | 10159507000001 | Ladda upp en bild av detta fornminne      |
| Skee 704:1                             | Hög                         |              | Skee, Bohuslän      |       | 58.975481, 11.243910 | 10159507040001 | Ladda upp en bild av detta fornminne      |
| Skee 705:1                             | Gravfält                    |              | Skee, Bohuslän      |       | 58.975630, 11.242406 | 10159507050001 | Ladda upp en bild av detta fornminne      |
| Skee 710:1                             | Hög                         |              | Skee, Bohuslän      |       | 58.926652, 11.392026 | 10159507100001 | Ladda upp en bild av detta fornminne      |
| Skee 714:1                             | Hög                         |              | Skee, Bohuslän      |       | 58.936916, 11.347068 | 10159507140001 | Ladda upp en bild av detta fornminne      |
| Skee 714:2                             | Hög                         |              | Skee, Bohuslän      |       | 58.936684, 11.346761 | 10159507140002 | Ladda upp en bild av detta fornminne      |
| Skee 714:3                             | Hög                         |              | Skee, Bohuslän      |       | 58.936534, 11.346533 | 10159507140003 | Ladda upp en bild av detta fornminne      |
| Skee 714:4                             | Hög                         |              | Skee, Bohuslän      |       | 58.936802, 11.345870 | 10159507140004 | Ladda upp en bild av detta fornminne      |
| Skee 714:5                             | Hög                         |              | Skee, Bohuslän      |       | 58.936678, 11.345685 | 10159507140005 | Ladda upp en bild av detta fornminne      |
| Skee 714:6                             | Hög                         |              | Skee, Bohuslän      |       | 58.936862, 11.345539 | 10159507140006 | Ladda upp en bild av detta fornminne      |
| Skee 714:7                             | Hög                         |              | Skee, Bohuslän      |       | 58.936776, 11.345385 | 10159507140007 | Ladda upp en bild av detta fornminne      |
| Skee 714:8                             | Hög                         |              | Skee, Bohuslän      |       | 58.936629, 11.344700 | 10159507140008 | Ladda upp en bild av detta fornminne      |
| Skee 715:1                             | Stenkammargrav              |              | Skee, Bohuslän      |       | 58.928154, 11.377134 | 10159507150001 | Ladda upp en bild av detta fornminne      |
| Skee 721:1                             | Gravfält                    |              | Skee, Bohuslän      |       | 58.938109, 11.339751 | 10159507210001 | Ladda upp en bild av detta fornminne      |
| Skee 726:1                             | Hög                         |              | Skee, Bohuslän      |       | 58.945249, 11.333159 | 10159507260001 | Ladda upp en bild av detta fornminne      |
| Skee 726:2                             | Hög                         |              | Skee, Bohuslän      |       | 58.945127, 11.332998 | 10159507260002 | Ladda upp en bild av detta fornminne      |
| Skee 726:3                             | Hög                         |              | Skee, Bohuslän      |       | 58.945052, 11.333506 | 10159507260003 | Ladda upp en bild av detta fornminne      |
| Skee 726:4                             | Hög                         |              | Skee, Bohuslän      |       | 58.944634, 11.333030 | 10159507260004 | Ladda upp en bild av detta fornminne      |
| Skee 726:5                             | Hög                         |              | Skee, Bohuslän      |       | 58.944524, 11.333301 | 10159507260005 | Ladda upp en bild av detta fornminne      |
| Skee 728:1                             | Hög                         |              | Skee, Bohuslän      |       | 58.946336, 11.330445 | 10159507280001 | Ladda upp en bild av detta fornminne      |
| Skee 729:1                             | Röse                        |              | Skee, Bohuslän      |       | 58.949042, 11.336186 | 10159507290001 | Ladda upp en bild av detta fornminne      |
| Skee 731:1                             | Hög                         |              | Skee, Bohuslän      |       | 58.949054, 11.341362 | 10159507310001 | Ladda upp en bild av detta fornminne      |
| Skee 732:1                             | Hällristning                |              | Skee, Bohuslän      |       | 58.946601, 11.341415 | 10159507320001 | Ladda upp en bild av detta fornminne      |
| Skee 735:1                             | Hög                         |              | Skee, Bohuslän      |       | 58.939982, 11.343012 | 10159507350001 | Ladda upp en bild av detta fornminne      |
| Skee 737:1                             | Hög                         |              | Skee, Bohuslän      |       | 58.940342, 11.338634 | 10159507370001 | Ladda upp en bild av detta fornminne      |
| Skee 737:2                             | Hög                         |              | Skee, Bohuslän      |       | 58.940266, 11.338468 | 10159507370002 | Ladda upp en bild av detta fornminne      |
| Skee 738:1                             | Hög                         |              | Skee, Bohuslän      |       | 58.977665, 11.321871 | 10159507380001 | Ladda upp en bild av detta fornminne      |
| Skee 739:1                             | Fornborg                    |              | Skee, Bohuslän      |       | 58.974491, 11.316785 | 10159507390001 | Ladda upp en bild av detta fornminne      |
| Skee 740:1                             | Stenkammargrav              |              | Skee, Bohuslän      |       | 58.978981, 11.325990 | 10159507400001 | Ladda upp en bild av detta fornminne      |
| Skee 742:1                             | Fornborg                    |              | Skee, Bohuslän      |       | 58.972381, 11.315975 | 10159507420001 | Ladda upp en bild av detta fornminne      |
| Skee 743:1                             | Hög                         |              | Skee, Bohuslän      |       | 58.978249, 11.305871 | 10159507430001 | Ladda upp en bild av detta fornminne      |
| Skee 744:1                             | Röse                        |              | Skee, Bohuslän      |       | 58.971474, 11.271737 | 10159507440001 | Ladda upp en bild av detta fornminne      |
| Skee 746:1                             | Stenkammargrav              |              | Skee, Bohuslän      |       | 58.984825, 11.263440 | 10159507460001 | Ladda upp en bild av detta fornminne      |
| Skee 748:1                             | Stenkrets                   |              | Skee, Bohuslän      |       | 58.981867, 11.239895 | 10159507480001 | Ladda upp en bild av detta fornminne      |
| Skee 749:1                             | Röse                        |              | Skee, Bohuslän      |       | 58.998288, 11.235538 | 10159507490001 | Ladda upp en bild av detta fornminne      |
| Skee 750:1                             | Hög                         |              | Skee, Bohuslän      |       | 58.972190, 11.323369 | 10159507500001 | Ladda upp en bild av detta fornminne      |
| Skee 758:1                             | Gravfält                    |              | Skee, Bohuslän      |       | 58.868224, 11.371620 | 10159507580001 | Ladda upp en bild av detta fornminne      |
| Klåvekullen (Skee 761:1)               | Fornborg                    |              | Skee, Bohuslän      |       | 58.862838, 11.384492 | 10159507610001 | Ladda upp en bild av detta fornminne      |
| Skee 763:1                             | Hällristning                |              | Skee, Bohuslän      |       | 58.976416, 11.330194 | 10159507630001 | Ladda upp en bild av detta fornminne      |
| Skee 768:1                             | Röse                        |              | Skee, Bohuslän      |       | 58.891889, 11.302951 | 10159507680001 | Ladda upp en bild av detta fornminne      |
| Skee 770:1                             | Röse                        |              | Skee, Bohuslän      |       | 58.903622, 11.356963 | 10159507700001 | Ladda upp en bild av detta fornminne      |
| Skee 778:1                             | Röse                        |              | Skee, Bohuslän      |       | 58.939440, 11.436794 | 10159507780001 | Ladda upp en bild av detta fornminne      |
| Skee 786:1                             | Stenkrets                   |              | Skee, Bohuslän      |       | 58.851951, 11.327652 | 10159507860001 | Ladda upp en bild av detta fornminne      |
| Skee 786:2                             | Grav markerad av sten/block |              | Skee, Bohuslän      |       | 58.851731, 11.327996 | 10159507860002 | Ladda upp en bild av detta fornminne      |
| Skee 786:3                             | Grav markerad av sten/block |              | Skee, Bohuslän      |       | 58.851341, 11.328157 | 10159507860003 | Ladda upp en bild av detta fornminne      |
| Skee 789:1                             | Stenkrets                   |              | Skee, Bohuslän      |       | 58.852721, 11.326378 | 10159507890001 | Ladda upp en bild av detta fornminne      |
| Skee 789:2                             | Grav markerad av sten/block |              | Skee, Bohuslän      |       | 58.852796, 11.326228 | 10159507890002 | Ladda upp en bild av detta fornminne      |
| Skee 789:3                             | Grav markerad av sten/block |              | Skee, Bohuslän      |       | 58.852792, 11.326819 | 10159507890003 | Ladda upp en bild av detta fornminne      |
| Skee 790:1                             | Röse                        |              | Skee, Bohuslän      |       | 58.856487, 11.330433 | 10159507900001 | Ladda upp en bild av detta fornminne      |
| Skee 793:1                             | Grav markerad av sten/block |              | Skee, Bohuslän      |       | 58.850641, 11.310852 | 10159507930001 | Ladda upp en bild av detta fornminne      |
| Skee 793:2                             | Grav markerad av sten/block |              | Skee, Bohuslän      |       | 58.850516, 11.310644 | 10159507930002 | Ladda upp en bild av detta fornminne      |
| Skee 794:1                             | Grav markerad av sten/block |              | Skee, Bohuslän      |       | 58.857681, 11.321061 | 10159507940001 | Ladda upp en bild av detta fornminne      |
| Skee 794:2                             | Hög                         |              | Skee, Bohuslän      |       | 58.857574, 11.321094 | 10159507940002 | Ladda upp en bild av detta fornminne      |
| Skee 795:1                             | Hög                         |              | Skee, Bohuslän      |       | 58.856381, 11.322135 | 10159507950001 | Ladda upp en bild av detta fornminne      |
| Skee 796:1                             | Gravfält                    |              | Skee, Bohuslän      |       | 58.853953, 11.302048 | 10159507960001 | Ladda upp en bild av detta fornminne      |
| Skee 804:1                             | Gravfält                    |              | Skee, Bohuslän      |       | 58.913877, 11.279150 | 10159508040001 | Ladda upp en bild av detta fornminne      |
| Skee 805:1                             | Gravfält                    |              | Skee, Bohuslän      |       | 58.913758, 11.284144 | 10159508050001 | Ladda upp en bild av detta fornminne      |
| Skee 809:1                             | Hög                         |              | Skee, Bohuslän      |       | 58.916665, 11.270887 | 10159508090001 | Ladda upp en bild av detta fornminne      |
| Skee 811:2                             | Hög                         |              | Skee, Bohuslän      |       | 58.936807, 11.285527 | 10159508110002 | Ladda upp en bild av detta fornminne      |
| Skee 812:1                             | Gravfält                    |              | Skee, Bohuslän      |       | 58.937437, 11.292329 | 10159508120001 | Ladda upp en bild av detta fornminne      |
| Skee 813:1                             | Hög                         |              | Skee, Bohuslän      |       | 58.938943, 11.292639 | 10159508130001 | Ladda upp en bild av detta fornminne      |
| Skee 813:2                             | Hög                         |              | Skee, Bohuslän      |       | 58.938917, 11.292955 | 10159508130002 | Ladda upp en bild av detta fornminne      |
| Skee 813:3                             | Hög                         |              | Skee, Bohuslän      |       | 58.938967, 11.293661 | 10159508130003 | Ladda upp en bild av detta fornminne      |
| Skee 813:4                             | Hög                         |              | Skee, Bohuslän      |       | 58.938690, 11.292304 | 10159508130004 | Ladda upp en bild av detta fornminne      |
| Skee 814:1                             | Grav markerad av sten/block |              | Skee, Bohuslän      |       | 58.938192, 11.292189 | 10159508140001 | Ladda upp en bild av detta fornminne      |
| Brynjolf Ulfaldis grav (Skee 815:1)    | Hög                         |              | Skee, Bohuslän      |       | 58.915979, 11.268609 | 10159508150001 | Ladda upp en bild av detta fornminne      |
| Skee 816:1                             | Gravfält                    |              | Skee, Bohuslän      |       | 58.924606, 11.289246 | 10159508160001 | Ladda upp en bild av detta fornminne      |
| TjuvHalvarshåla,Monekyrka (Skee 840:3) | Hällristning                |              | Skee, Bohuslän      |       | 58.950362, 11.134602 | 10159508400003 | Ladda upp en bild av detta fornminne      |
| Skee 847:1                             | Hög                         |              | Skee, Bohuslän      |       | 58.966789, 11.245774 | 10159508470001 | Ladda upp en bild av detta fornminne      |
| Skee 847:2                             | Hög                         |              | Skee, Bohuslän      |       | 58.966933, 11.246053 | 10159508470002 | Ladda upp en bild av detta fornminne      |
| Skee 848:1                             | Hög                         |              | Skee, Bohuslän      |       | 58.966582, 11.251572 | 10159508480001 | Ladda upp en bild av detta fornminne      |
| Skee 849:1                             | Fiskeläge                   |              | Skee, Bohuslän      |       | 58.938769, 11.126204 | 10159508490001 | Ladda upp en bild av detta fornminne      |
| Skee 850:1                             | Fiskeläge                   |              | Skee, Bohuslän      |       | 58.938687, 11.127902 | 10159508500001 | Ladda upp en bild av detta fornminne      |
| Skee 852:1                             | Hög                         |              | Skee, Bohuslän      |       | 58.961486, 11.318067 | 10159508520001 | Ladda upp en bild av detta fornminne      |
| Skee 853:1                             | Hög                         |              | Skee, Bohuslän      |       | 58.960862, 11.317675 | 10159508530001 | Ladda upp en bild av detta fornminne      |
| Skee 853:2                             | Hög                         |              | Skee, Bohuslän      |       | 58.960540, 11.317489 | 10159508530002 | Ladda upp en bild av detta fornminne      |
| Skee 857:1                             | Hög                         |              | Skee, Bohuslän      |       | 58.957103, 11.326701 | 10159508570001 | Ladda upp en bild av detta fornminne      |
| Skee 857:2                             | Hög                         |              | Skee, Bohuslän      |       | 58.956989, 11.326506 | 10159508570002 | Ladda upp en bild av detta fornminne      |
| Skee 858:1                             | Hög                         |              | Skee, Bohuslän      |       | 58.956411, 11.315062 | 10159508580001 | Ladda upp en bild av detta fornminne      |
| Skee 858:2                             | Hög                         |              | Skee, Bohuslän      |       | 58.956282, 11.314973 | 10159508580002 | Ladda upp en bild av detta fornminne      |
| Skee 859:1                             | Röse                        |              | Skee, Bohuslän      |       | 58.983475, 11.131466 | 10159508590001 | Ladda upp en bild av detta fornminne      |
| Skee 861:1                             | Röse                        |              | Skee, Bohuslän      |       | 58.967657, 11.320451 | 10159508610001 | Ladda upp en bild av detta fornminne      |
| Skee 864:2                             | Stenkrets                   |              | Skee, Bohuslän      |       | 58.959261, 11.314465 | 10159508640002 | Ladda upp en till bild av detta fornminne |
| Skee 865:1                             | Gravfält                    |              | Skee, Bohuslän      |       | 58.954470, 11.326896 | 10159508650001 | Ladda upp en bild av detta fornminne      |
| Skee 866:1                             | Röse                        |              | Skee, Bohuslän      |       | 58.960893, 11.296462 | 10159508660001 | Ladda upp en bild av detta fornminne      |
| Skee 881:1                             | Hällristning                |              | Skee, Bohuslän      |       | 58.950673, 11.291684 | 10159508810001 | Ladda upp en bild av detta fornminne      |
| Skee 882:1                             | Röse                        |              | Skee, Bohuslän      |       | 58.962746, 11.296718 | 10159508820001 | Ladda upp en bild av detta fornminne      |
| Skee 882:2                             | Röse                        |              | Skee, Bohuslän      |       | 58.962424, 11.296236 | 10159508820002 | Ladda upp en bild av detta fornminne      |
| Skee 890:1                             | Gravfält                    |              | Skee, Bohuslän      |       | 58.958796, 11.246287 | 10159508900001 | Ladda upp en bild av detta fornminne      |
| Skee 895:1                             | Röse                        |              | Skee, Bohuslän      |       | 59.004763, 11.222816 | 10159508950001 | Ladda upp en bild av detta fornminne      |
| Skee 898:1                             | Röse                        |              | Skee, Bohuslän      |       | 58.996215, 11.219501 | 10159508980001 | Ladda upp en bild av detta fornminne      |
| Skee 905:1                             | Röse                        |              | Skee, Bohuslän      |       | 58.932159, 11.317349 | 10159509050001 | Ladda upp en bild av detta fornminne      |
| Skee 907:1                             | Hög                         |              | Skee, Bohuslän      |       | 58.920096, 11.345933 | 10159509070001 | Ladda upp en bild av detta fornminne      |
| Skee 907:2                             | Hög                         |              | Skee, Bohuslän      |       | 58.919915, 11.345885 | 10159509070002 | Ladda upp en bild av detta fornminne      |
| Skee 908:2                             | Hög                         |              | Skee, Bohuslän      |       | 58.913318, 11.348583 | 10159509080002 | Ladda upp en bild av detta fornminne      |
| Skee 908:3                             | Hög                         |              | Skee, Bohuslän      |       | 58.913226, 11.348785 | 10159509080003 | Ladda upp en bild av detta fornminne      |
| Skee 909:1                             | Hög                         |              | Skee, Bohuslän      |       | 58.912442, 11.349033 | 10159509090001 | Ladda upp en bild av detta fornminne      |
| Skee 912:1                             | Hög                         |              | Skee, Bohuslän      |       | 58.913734, 11.364457 | 10159509120001 | Ladda upp en bild av detta fornminne      |
| Skee 912:2                             | Hög                         |              | Skee, Bohuslän      |       | 58.913851, 11.364756 | 10159509120002 | Ladda upp en bild av detta fornminne      |
| Skee 913:1                             | Gravfält                    |              | Skee, Bohuslän      |       | 58.914406, 11.366345 | 10159509130001 | Ladda upp en bild av detta fornminne      |
| Skee 914:2                             | Hög                         |              | Skee, Bohuslän      |       | 58.915269, 11.364949 | 10159509140002 | Ladda upp en bild av detta fornminne      |
| Skee 916:1                             | Hög                         |              | Skee, Bohuslän      |       | 58.915895, 11.345313 | 10159509160001 | Ladda upp en bild av detta fornminne      |
| Skee 916:4                             | Hög                         |              | Skee, Bohuslän      |       | 58.915585, 11.346617 | 10159509160004 | Ladda upp en bild av detta fornminne      |
| Skee 916:5                             | Hög                         |              | Skee, Bohuslän      |       | 58.915518, 11.346763 | 10159509160005 | Ladda upp en bild av detta fornminne      |
| Skee 916:6                             | Hög                         |              | Skee, Bohuslän      |       | 58.915507, 11.346400 | 10159509160006 | Ladda upp en bild av detta fornminne      |
| Skee 919:1                             | Hög                         |              | Skee, Bohuslän      |       | 58.915554, 11.368882 | 10159509190001 | Ladda upp en bild av detta fornminne      |
| Skee 920:1                             | Hög                         |              | Skee, Bohuslän      |       | 58.921602, 11.361857 | 10159509200001 | Ladda upp en bild av detta fornminne      |
| Skee 921:1                             | Fiskeläge                   |              | Skee, Bohuslän      |       | 58.936789, 11.128346 | 10159509210001 | Ladda upp en bild av detta fornminne      |
| Skee 922:1                             | Fiskeläge                   |              | Skee, Bohuslän      |       | 58.937427, 11.127612 | 10159509220001 | Ladda upp en bild av detta fornminne      |
| Skee 924:1                             | Gravfält                    |              | Skee, Bohuslän      |       | 58.926603, 11.318683 | 10159509240001 | Ladda upp en bild av detta fornminne      |
| Skee 925:1                             | Stenkrets                   |              | Skee, Bohuslän      |       | 58.929633, 11.315806 | 10159509250001 | Ladda upp en bild av detta fornminne      |
| Skee 926:1                             | Stenkrets                   |              | Skee, Bohuslän      |       | 58.930054, 11.317459 | 10159509260001 | Ladda upp en bild av detta fornminne      |
| Skee 931:1                             | Gravfält                    |              | Skee, Bohuslän      |       | 58.879565, 11.300490 | 10159509310001 | Ladda upp en bild av detta fornminne      |
| Skee 932:1                             | Hög                         |              | Skee, Bohuslän      |       | 58.879036, 11.300064 | 10159509320001 | Ladda upp en bild av detta fornminne      |
| Skee 940:1                             | Gravfält                    |              | Skee, Bohuslän      |       | 58.865661, 11.313459 | 10159509400001 | Ladda upp en bild av detta fornminne      |
| Skee 952:1                             | Hög                         |              | Skee, Bohuslän      |       | 58.889812, 11.233597 | 10159509520001 | Ladda upp en bild av detta fornminne      |
| Skee 952:2                             | Hög                         |              | Skee, Bohuslän      |       | 58.889841, 11.233368 | 10159509520002 | Ladda upp en bild av detta fornminne      |
| Skee 952:3                             | Hög                         |              | Skee, Bohuslän      |       | 58.889906, 11.233169 | 10159509520003 | Ladda upp en bild av detta fornminne      |
| Skee 954:1                             | Gravfält                    |              | Skee, Bohuslän      |       | 58.893148, 11.234427 | 10159509540001 | Ladda upp en bild av detta fornminne      |
| Skee 956:1                             | Fornborg                    |              | Skee, Bohuslän      |       | 58.900627, 11.263879 | 10159509560001 | Ladda upp en bild av detta fornminne      |
| Skee 973:1                             | Röse                        |              | Skee, Bohuslän      |       | 58.902923, 11.327112 | 10159509730001 | Ladda upp en bild av detta fornminne      |
| Skee 973:2                             | Röse                        |              | Skee, Bohuslän      |       | 58.902720, 11.326905 | 10159509730002 | Ladda upp en bild av detta fornminne      |
| Skee 980:1                             | Hög                         |              | Skee, Bohuslän      |       | 58.913014, 11.335475 | 10159509800001 | Ladda upp en bild av detta fornminne      |
| Skee 980:2                             | Hög                         |              | Skee, Bohuslän      |       | 58.912932, 11.335137 | 10159509800002 | Ladda upp en bild av detta fornminne      |
| Skee 980:3                             | Hög                         |              | Skee, Bohuslän      |       | 58.913010, 11.334780 | 10159509800003 | Ladda upp en bild av detta fornminne      |
| Skee 982:1                             | Gravfält                    |              | Skee, Bohuslän      |       | 58.944068, 11.355716 | 10159509820001 | Ladda upp en bild av detta fornminne      |
| Skee 983:1                             | Hög                         |              | Skee, Bohuslän      |       | 58.939140, 11.341775 | 10159509830001 | Ladda upp en bild av detta fornminne      |
| Skee 985:1                             | Stenkrets                   |              | Skee, Bohuslän      |       | 58.926457, 11.320314 | 10159509850001 | Ladda upp en bild av detta fornminne      |
| Skee 988:1                             | Grav markerad av sten/block |              | Skee, Bohuslän      |       | 58.928701, 11.287068 | 10159509880001 | Ladda upp en bild av detta fornminne      |
| Skee 989:1                             | Hög                         |              | Skee, Bohuslän      |       | 58.945332, 11.281869 | 10159509890001 | Ladda upp en bild av detta fornminne      |
| Skee 991:1                             | Stenkammargrav              |              | Skee, Bohuslän      |       | 58.951058, 11.336790 | 10159509910001 | Ladda upp en bild av detta fornminne      |
| Skee 991:2                             | Stenkammargrav              |              | Skee, Bohuslän      |       | 58.950963, 11.336645 | 10159509910002 | Ladda upp en bild av detta fornminne      |
| Skee 992:1                             | Gravfält                    |              | Skee, Bohuslän      |       | 58.975950, 11.338456 | 10159509920001 | Ladda upp en bild av detta fornminne      |
| Skee 994:1                             | Röse                        |              | Skee, Bohuslän      |       | 59.012409, 11.403266 | 10159509940001 | Ladda upp en bild av detta fornminne      |
| Skee 995:1                             | Hällristning                |              | Skee, Bohuslän      |       | 58.958863, 11.318463 | 10159509950001 | Ladda upp en bild av detta fornminne      |
| Skee 1009:1                            | Gravfält                    |              | Skee, Bohuslän      |       | 58.961337, 11.180820 | 10159510090001 | Ladda upp en bild av detta fornminne      |
| Skee 1049:1                            | Stenkammargrav              |              | Skee, Bohuslän      |       | 58.955344, 11.339879 | 10159510490001 | Ladda upp en bild av detta fornminne      |
| Skee 1050:2                            | Stenkrets                   |              | Skee, Bohuslän      |       | 58.957531, 11.345349 | 10159510500002 | Ladda upp en bild av detta fornminne      |
| Skee 1050:3                            | Stenkrets                   |              | Skee, Bohuslän      |       | 58.957678, 11.345418 | 10159510500003 | Ladda upp en bild av detta fornminne      |
| Skee 1050:4                            | Stenkrets                   |              | Skee, Bohuslän      |       | 58.957660, 11.345716 | 10159510500004 | Ladda upp en bild av detta fornminne      |
| Skee 1090:1                            | Gravfält                    |              | Skee, Bohuslän      |       | 58.913010, 11.267922 | 10159510900001 | Ladda upp en bild av detta fornminne      |
| Skee 1106:1                            | Hög                         |              | Skee, Bohuslän      |       | 58.892759, 11.225889 | 10159511060001 | Ladda upp en bild av detta fornminne      |
| Skee 1127:1                            | Hög                         |              | Skee, Bohuslän      |       | 58.895495, 11.338213 | 10159511270001 | Ladda upp en bild av detta fornminne      |
| Skee 1137:1                            | Hällristning                |              | Skee, Bohuslän      |       | 58.870537, 11.323816 | 10159511370001 | Ladda upp en bild av detta fornminne      |
| Skee 1142:1                            | Hällristning                |              | Skee, Bohuslän      |       | 58.868022, 11.317012 | 10159511420001 | Ladda upp en bild av detta fornminne      |
| Skee 1160:1                            | Hög                         |              | Skee, Bohuslän      |       | 58.883226, 11.337080 | 10159511600001 | Ladda upp en bild av detta fornminne      |
| Skee 1172:1                            | Hög                         |              | Skee, Bohuslän      |       | 58.854782, 11.338455 | 10159511720001 | Ladda upp en bild av detta fornminne      |
| Skee 1178:1                            | Stenkrets                   |              | Skee, Bohuslän      |       | 58.905392, 11.382773 | 10159511780001 | Ladda upp en bild av detta fornminne      |
| Skee 1178:2                            | Grav markerad av sten/block |              | Skee, Bohuslän      |       | 58.905167, 11.382786 | 10159511780002 | Ladda upp en bild av detta fornminne      |
| Skee 1181:1                            | Hög                         |              | Skee, Bohuslän      |       | 58.872006, 11.262808 | 10159511810001 | Ladda upp en bild av detta fornminne      |
| Skee 1184:1                            | Hällristning                |              | Skee, Bohuslän      |       | 58.904308, 11.355668 | 10159511840001 | Ladda upp en bild av detta fornminne      |
| Skee 1189:1                            | Röse                        |              | Skee, Bohuslän      |       | 58.895188, 11.356545 | 10159511890001 | Ladda upp en bild av detta fornminne      |
| Lur 206:1                              | Hällristning                |              | Skee, Bohuslän      |       | 58.848894, 11.293883 | 10157202060001 | Ladda upp en bild av detta fornminne      |
| Skee 1253:1                            | Hög                         |              | Skee, Bohuslän      |       | 58.939428, 11.289228 | 10159512530001 | Ladda upp en bild av detta fornminne      |
| Skee 1258:1                            | Stenkammargrav              |              | Skee, Bohuslän      |       | 58.925371, 11.303628 | 10159512580001 | Ladda upp en bild av detta fornminne      |
| Skee 1262:1                            | Hög                         |              | Skee, Bohuslän      |       | 58.929285, 11.319304 | 10159512620001 | Ladda upp en bild av detta fornminne      |
| Skee 1269:1                            | Hög                         |              | Skee, Bohuslän      |       | 58.939465, 11.337088 | 10159512690001 | Ladda upp en bild av detta fornminne      |
| Skee 1269:2                            | Hög                         |              | Skee, Bohuslän      |       | 58.939714, 11.336994 | 10159512690002 | Ladda upp en bild av detta fornminne      |
| Skee 1269:3                            | Hög                         |              | Skee, Bohuslän      |       | 58.939677, 11.337276 | 10159512690003 | Ladda upp en bild av detta fornminne      |
| Skee 1270:1                            | Hög                         |              | Skee, Bohuslän      |       | 58.940079, 11.345494 | 10159512700001 | Ladda upp en bild av detta fornminne      |
| Skee 1290:1                            | Hällristning                |              | Skee, Bohuslän      |       | 58.916129, 11.376942 | 10159512900001 | Ladda upp en bild av detta fornminne      |
| Skee 1290:2                            | Hällristning                |              | Skee, Bohuslän      |       | 58.916140, 11.377118 | 10159512900002 | Ladda upp en bild av detta fornminne      |
| Skee 1296:1                            | Hög                         |              | Skee, Bohuslän      |       | 58.923324, 11.370636 | 10159512960001 | Ladda upp en bild av detta fornminne      |
| Skee 1304:3                            | Grav markerad av sten/block |              | Skee, Bohuslän      |       | 58.930558, 11.409392 | 10159513040003 | Ladda upp en bild av detta fornminne      |
| Skee 1370:1                            | Hög                         |              | Skee, Bohuslän      |       | 58.920129, 11.277789 | 10159513700001 | Ladda upp en bild av detta fornminne      |
| Skee 1373:1                            | Hög                         |              | Skee, Bohuslän      |       | 58.914724, 11.278504 | 10159513730001 | Ladda upp en bild av detta fornminne      |
| Skee 1373:2                            | Hög                         |              | Skee, Bohuslän      |       | 58.914888, 11.278322 | 10159513730002 | Ladda upp en bild av detta fornminne      |
| Skee 1374:1                            | Gravfält                    |              | Skee, Bohuslän      |       | 58.914638, 11.279796 | 10159513740001 | Ladda upp en bild av detta fornminne      |
| Skee 1436:1                            | Hög                         |              | Skee, Bohuslän      |       | 58.986656, 11.194736 | 10159514360001 | Ladda upp en bild av detta fornminne      |
| Skee 1436:2                            | Hög                         |              | Skee, Bohuslän      |       | 58.986605, 11.194829 | 10159514360002 | Ladda upp en bild av detta fornminne      |
| Skee 1436:3                            | Hög                         |              | Skee, Bohuslän      |       | 58.986566, 11.195008 | 10159514360003 | Ladda upp en bild av detta fornminne      |
| Skee 1461:1                            | Hög                         |              | Skee, Bohuslän      |       | 58.846901, 11.267438 | 10159514610001 | Ladda upp en bild av detta fornminne      |
| Skee 1503:1                            | Hällristning                |              | Skee, Bohuslän      |       | 58.860167, 11.320726 | 10159515030001 | Ladda upp en bild av detta fornminne      |
| Skee 1504:1                            | Hällristning                |              | Skee, Bohuslän      |       | 58.861543, 11.319718 | 10159515040001 | Ladda upp en bild av detta fornminne      |
| Skee 1504:2                            | Hällristning                |              | Skee, Bohuslän      |       | 58.861463, 11.319778 | 10159515040002 | Ladda upp en bild av detta fornminne      |
| Skee 1505:1                            | Hällristning                |              | Skee, Bohuslän      |       | 58.855660, 11.321465 | 10159515050001 | Ladda upp en bild av detta fornminne      |
| Skee 1506:1                            | Hällristning                |              | Skee, Bohuslän      |       | 58.922777, 11.376414 | 10159515060001 | Ladda upp en bild av detta fornminne      |
| Skee 1507:1                            | Hällristning                |              | Skee, Bohuslän      |       | 58.924639, 11.377706 | 10159515070001 | Ladda upp en bild av detta fornminne      |
| Skee 1507:2                            | Hällristning                |              | Skee, Bohuslän      |       | 58.924632, 11.377842 | 10159515070002 | Ladda upp en bild av detta fornminne      |
| Skee 1507:3                            | Hällristning                |              | Skee, Bohuslän      |       | 58.924745, 11.377955 | 10159515070003 | Ladda upp en bild av detta fornminne      |
| Skee 1508:1                            | Hällristning                |              | Skee, Bohuslän      |       | 58.925988, 11.379922 | 10159515080001 | Ladda upp en bild av detta fornminne      |
| Skee 1509:1                            | Hällristning                |              | Skee, Bohuslän      |       | 58.925616, 11.377305 | 10159515090001 | Ladda upp en bild av detta fornminne      |
| Skee 1509:2                            | Hällristning                |              | Skee, Bohuslän      |       | 58.925508, 11.377299 | 10159515090002 | Ladda upp en bild av detta fornminne      |
| Skee 1510:1                            | Hällristning                |              | Skee, Bohuslän      |       | 58.923092, 11.380479 | 10159515100001 | Ladda upp en bild av detta fornminne      |
| Skee 1511:1                            | Hällristning                |              | Skee, Bohuslän      |       | 58.956528, 11.260895 | 10159515110001 | Ladda upp en bild av detta fornminne      |
| Skee 1512:1                            | Hällristning                |              | Skee, Bohuslän      |       | 58.954667, 11.260606 | 10159515120001 | Ladda upp en bild av detta fornminne      |
| Skee 1513:1                            | Hällristning                |              | Skee, Bohuslän      |       | 58.965436, 11.242437 | 10159515130001 | Ladda upp en bild av detta fornminne      |
| Skee 1514:1                            | Hällristning                |              | Skee, Bohuslän      |       | 58.950226, 11.289357 | 10159515140001 | Ladda upp en bild av detta fornminne      |
| Skee 1515:1                            | Hällristning                |              | Skee, Bohuslän      |       | 58.951252, 11.293403 | 10159515150001 | Ladda upp en bild av detta fornminne      |
| Skee 1516:1                            | Hällristning                |              | Skee, Bohuslän      |       | 58.907799, 11.376571 | 10159515160001 | Ladda upp en bild av detta fornminne      |
| Skee 1518:1                            | Hällristning                |              | Skee, Bohuslän      |       | 58.907369, 11.361917 | 10159515180001 | Ladda upp en bild av detta fornminne      |
| Skee 1518:2                            | Hällristning                |              | Skee, Bohuslän      |       | 58.907271, 11.361651 | 10159515180002 | Ladda upp en bild av detta fornminne      |
| Skee 1518:3                            | Hällristning                |              | Skee, Bohuslän      |       | 58.907104, 11.360923 | 10159515180003 | Ladda upp en bild av detta fornminne      |
| Skee 1519:1                            | Hällristning                |              | Skee, Bohuslän      |       | 58.907706, 11.362902 | 10159515190001 | Ladda upp en bild av detta fornminne      |
| Skee 1520:1                            | Hällristning                |              | Skee, Bohuslän      |       | 58.918499, 11.380472 | 10159515200001 | Ladda upp en bild av detta fornminne      |
| Skee 1521:1                            | Hällristning                |              | Skee, Bohuslän      |       | 58.975094, 11.337142 | 10159515210001 | Ladda upp en bild av detta fornminne      |
| Skee 1521:2                            | Hällristning                |              | Skee, Bohuslän      |       | 58.975063, 11.337302 | 10159515210002 | Ladda upp en bild av detta fornminne      |
| Skee 1522:1                            | Hällristning                |              | Skee, Bohuslän      |       | 58.974032, 11.336873 | 10159515220001 | Ladda upp en bild av detta fornminne      |
| Skee 1523:1                            | Hällristning                |              | Skee, Bohuslän      |       | 58.970784, 11.325179 | 10159515230001 | Ladda upp en bild av detta fornminne      |
| Skee 1524:1                            | Hällristning                |              | Skee, Bohuslän      |       | 58.976979, 11.325316 | 10159515240001 | Ladda upp en bild av detta fornminne      |
| Skee 1525:1                            | Hällristning                |              | Skee, Bohuslän      |       | 58.976852, 11.324479 | 10159515250001 | Ladda upp en bild av detta fornminne      |
| Skee 1526:1                            | Hällristning                |              | Skee, Bohuslän      |       | 58.977892, 11.324628 | 10159515260001 | Ladda upp en bild av detta fornminne      |
| Skee 1526:2                            | Hällristning                |              | Skee, Bohuslän      |       | 58.977961, 11.324532 | 10159515260002 | Ladda upp en bild av detta fornminne      |
| Skee 1527:1                            | Hällristning                |              | Skee, Bohuslän      |       | 58.978287, 11.324318 | 10159515270001 | Ladda upp en bild av detta fornminne      |
| Skee 1527:2                            | Hällristning                |              | Skee, Bohuslän      |       | 58.978272, 11.324163 | 10159515270002 | Ladda upp en bild av detta fornminne      |
| Skee 1528:1                            | Hällristning                |              | Skee, Bohuslän      |       | 58.976940, 11.332283 | 10159515280001 | Ladda upp en bild av detta fornminne      |
| Skee 1529:1                            | Hällristning                |              | Skee, Bohuslän      |       | 58.981604, 11.308273 | 10159515290001 | Ladda upp en bild av detta fornminne      |
| Skee 1530:1                            | Hällristning                |              | Skee, Bohuslän      |       | 58.983414, 11.313427 | 10159515300001 | Ladda upp en bild av detta fornminne      |
| Skee 1530:2                            | Hällristning                |              | Skee, Bohuslän      |       | 58.983339, 11.313495 | 10159515300002 | Ladda upp en bild av detta fornminne      |
| Skee 1531:1                            | Hällristning                |              | Skee, Bohuslän      |       | 58.959119, 11.326973 | 10159515310001 | Ladda upp en bild av detta fornminne      |
| Skee 1531:2                            | Hällristning                |              | Skee, Bohuslän      |       | 58.959142, 11.326848 | 10159515310002 | Ladda upp en bild av detta fornminne      |
| Skee 1531:3                            | Hällristning                |              | Skee, Bohuslän      |       | 58.959178, 11.326305 | 10159515310003 | Ladda upp en bild av detta fornminne      |
| Skee 1532:1                            | Hällristning                |              | Skee, Bohuslän      |       | 58.959937, 11.319895 | 10159515320001 | Ladda upp en bild av detta fornminne      |
| Skee 1532:2                            | Hällristning                |              | Skee, Bohuslän      |       | 58.959891, 11.320144 | 10159515320002 | Ladda upp en bild av detta fornminne      |
| Skee 1533:1                            | Hällristning                |              | Skee, Bohuslän      |       | 58.980410, 11.344422 | 10159515330001 | Ladda upp en bild av detta fornminne      |
| Skee 1533:2                            | Hällristning                |              | Skee, Bohuslän      |       | 58.980449, 11.344261 | 10159515330002 | Ladda upp en bild av detta fornminne      |
| Skee 1534:1                            | Hällristning                |              | Skee, Bohuslän      |       | 58.955787, 11.249402 | 10159515340001 | Ladda upp en bild av detta fornminne      |
| Skee 1535:1                            | Hällristning                |              | Skee, Bohuslän      |       | 58.957946, 11.271040 | 10159515350001 | Ladda upp en bild av detta fornminne      |
| Skee 1536:1                            | Hällristning                |              | Skee, Bohuslän      |       | 58.956811, 11.268929 | 10159515360001 | Ladda upp en bild av detta fornminne      |
| Skee 1537:1                            | Hällristning                |              | Skee, Bohuslän      |       | 58.898592, 11.348249 | 10159515370001 | Ladda upp en bild av detta fornminne      |
| Skee 1537:2                            | Hällristning                |              | Skee, Bohuslän      |       | 58.898647, 11.348296 | 10159515370002 | Ladda upp en bild av detta fornminne      |
| Skee 1537:3                            | Hällristning                |              | Skee, Bohuslän      |       | 58.898662, 11.348885 | 10159515370003 | Ladda upp en bild av detta fornminne      |
| Skee 1538:1                            | Hällristning                |              | Skee, Bohuslän      |       | 58.899410, 11.348642 | 10159515380001 | Ladda upp en bild av detta fornminne      |
| Skee 1539:1                            | Hällristning                |              | Skee, Bohuslän      |       | 58.900224, 11.344177 | 10159515390001 | Ladda upp en bild av detta fornminne      |
| Skee 1540:1                            | Hällristning                |              | Skee, Bohuslän      |       | 58.864773, 11.330350 | 10159515400001 | Ladda upp en bild av detta fornminne      |
| Skee 1541:1                            | Hällristning                |              | Skee, Bohuslän      |       | 58.863901, 11.325994 | 10159515410001 | Ladda upp en bild av detta fornminne      |
| Skee 1541:2                            | Hällristning                |              | Skee, Bohuslän      |       | 58.863828, 11.326091 | 10159515410002 | Ladda upp en bild av detta fornminne      |
| Skee 1541:3                            | Hällristning                |              | Skee, Bohuslän      |       | 58.863722, 11.326010 | 10159515410003 | Ladda upp en bild av detta fornminne      |
| Skee 1542:1                            | Hällristning                |              | Skee, Bohuslän      |       | 58.851112, 11.293615 | 10159515420001 | Ladda upp en bild av detta fornminne      |
| Skee 1543:1                            | Hällristning                |              | Skee, Bohuslän      |       | 58.949677, 11.271457 | 10159515430001 | Ladda upp en bild av detta fornminne      |
| Skee 1544:1                            | Hällristning                |              | Skee, Bohuslän      |       | 58.929351, 11.343166 | 10159515440001 | Ladda upp en bild av detta fornminne      |
| Skee 1545:1                            | Hällristning                |              | Skee, Bohuslän      |       | 58.935250, 11.359494 | 10159515450001 | Ladda upp en bild av detta fornminne      |
| Skee 1546:1                            | Hällristning                |              | Skee, Bohuslän      |       | 58.945661, 11.341561 | 10159515460001 | Ladda upp en bild av detta fornminne      |
| Skee 1547:1                            | Hällristning                |              | Skee, Bohuslän      |       | 58.943566, 11.343906 | 10159515470001 | Ladda upp en bild av detta fornminne      |
| Skee 1548:1                            | Hällristning                |              | Skee, Bohuslän      |       | 58.925010, 11.292519 | 10159515480001 | Ladda upp en bild av detta fornminne      |
| Skee 1549:1                            | Hällristning                |              | Skee, Bohuslän      |       | 58.923449, 11.298297 | 10159515490001 | Ladda upp en bild av detta fornminne      |
| Skee 1549:2                            | Hällristning                |              | Skee, Bohuslän      |       | 58.923241, 11.297974 | 10159515490002 | Ladda upp en bild av detta fornminne      |
| Skee 1550:1                            | Hällristning                |              | Skee, Bohuslän      |       | 58.924578, 11.299032 | 10159515500001 | Ladda upp en bild av detta fornminne      |
| Skee 1551:1                            | Hällristning                |              | Skee, Bohuslän      |       | 58.919331, 11.285859 | 10159515510001 | Ladda upp en bild av detta fornminne      |
| Skee 1551:2                            | Hällristning                |              | Skee, Bohuslän      |       | 58.919299, 11.285725 | 10159515510002 | Ladda upp en bild av detta fornminne      |
| Skee 1552:1                            | Hällristning                |              | Skee, Bohuslän      |       | 58.919795, 11.283319 | 10159515520001 | Ladda upp en bild av detta fornminne      |
| Skee 1553:1                            | Hällristning                |              | Skee, Bohuslän      |       | 58.922578, 11.361448 | 10159515530001 | Ladda upp en bild av detta fornminne      |
| Skee 1554:1                            | Hällristning                |              | Skee, Bohuslän      |       | 58.921544, 11.363461 | 10159515540001 | Ladda upp en bild av detta fornminne      |
| Skee 1555:1                            | Hällristning                |              | Skee, Bohuslän      |       | 58.921316, 11.372223 | 10159515550001 | Ladda upp en bild av detta fornminne      |
| Skee 1556:1                            | Hällristning                |              | Skee, Bohuslän      |       | 58.920593, 11.373332 | 10159515560001 | Ladda upp en bild av detta fornminne      |
| Skee 1557:1                            | Hällristning                |              | Skee, Bohuslän      |       | 58.911376, 11.353759 | 10159515570001 | Ladda upp en bild av detta fornminne      |
| Skee 1558:1                            | Hällristning                |              | Skee, Bohuslän      |       | 58.916029, 11.344707 | 10159515580001 | Ladda upp en bild av detta fornminne      |
| Skee 1559:1                            | Hällristning                |              | Skee, Bohuslän      |       | 58.917880, 11.341417 | 10159515590001 | Ladda upp en bild av detta fornminne      |
| Skee 1560:1                            | Hällristning                |              | Skee, Bohuslän      |       | 58.910521, 11.357452 | 10159515600001 | Ladda upp en bild av detta fornminne      |
| Skee 1561:1                            | Hällristning                |              | Skee, Bohuslän      |       | 58.864513, 11.321031 | 10159515610001 | Ladda upp en bild av detta fornminne      |
| Skee 1562:1                            | Hällristning                |              | Skee, Bohuslän      |       | 58.864587, 11.320071 | 10159515620001 | Ladda upp en bild av detta fornminne      |
| Skee 1563:1                            | Hällristning                |              | Skee, Bohuslän      |       | 58.974204, 11.249134 | 10159515630001 | Ladda upp en till bild av detta fornminne |
| Skee 1568:1                            | Hällristning                |              | Skee, Bohuslän      |       | 58.949836, 11.146931 | 10159515680001 | Ladda upp en bild av detta fornminne      |
| Skee 1569:1                            | Hällristning                |              | Skee, Bohuslän      |       | 58.963866, 11.126905 | 10159515690001 | Ladda upp en bild av detta fornminne      |
| Skee 1569:2                            | Hällristning                |              | Skee, Bohuslän      |       | 58.963857, 11.126704 | 10159515690002 | Ladda upp en bild av detta fornminne      |
| Skee 1569:3                            | Hällristning                |              | Skee, Bohuslän      |       | 58.963971, 11.126734 | 10159515690003 | Ladda upp en bild av detta fornminne      |
| Skee 1569:4                            | Hällristning                |              | Skee, Bohuslän      |       | 58.963975, 11.126953 | 10159515690004 | Ladda upp en bild av detta fornminne      |
| Tallriksstenen (Skee 1590:1)           | Hällristning                |              | Skee, Bohuslän      |       | 58.928219, 11.314536 | 10159515900001 | Ladda upp en bild av detta fornminne      |
| Skee 1603:1                            | Kvarn                       |              | Skee, Bohuslän      |       | 58.863434, 11.392178 | 10159516030001 | Ladda upp en bild av detta fornminne      |
| Skee 1605:1                            | Kvarn                       |              | Skee, Bohuslän      |       | 58.975851, 11.249925 | 10159516050001 | Ladda upp en bild av detta fornminne      |
| Skee 1606:1                            | Kvarn                       |              | Skee, Bohuslän      |       | 58.976233, 11.250537 | 10159516060001 | Ladda upp en bild av detta fornminne      |
| Skee 1606:2                            | Kvarn                       |              | Skee, Bohuslän      |       | 58.976149, 11.250757 | 10159516060002 | Ladda upp en bild av detta fornminne      |
| Skee 1629:1                            | Hällristning                |              | Skee, Bohuslän      |       | 58.851719, 11.286331 | 10159516290001 | Ladda upp en bild av detta fornminne      |
| Skee 1629:2                            | Hällristning                |              | Skee, Bohuslän      |       | 58.851773, 11.285884 | 10159516290002 | Ladda upp en bild av detta fornminne      |
| Skee 1629:3                            | Hällristning                |              | Skee, Bohuslän      |       | 58.851769, 11.285884 | 10159516290003 | Ladda upp en bild av detta fornminne      |
| Skee 1629:4                            | Hällristning                |              | Skee, Bohuslän      |       | 58.851815, 11.285817 | 10159516290004 | Ladda upp en bild av detta fornminne      |
| Skee 1632:1                            | Gravfält                    |              | Skee, Bohuslän      |       | 58.872843, 11.273598 | 10159516320001 | Ladda upp en bild av detta fornminne      |